# Брестская область

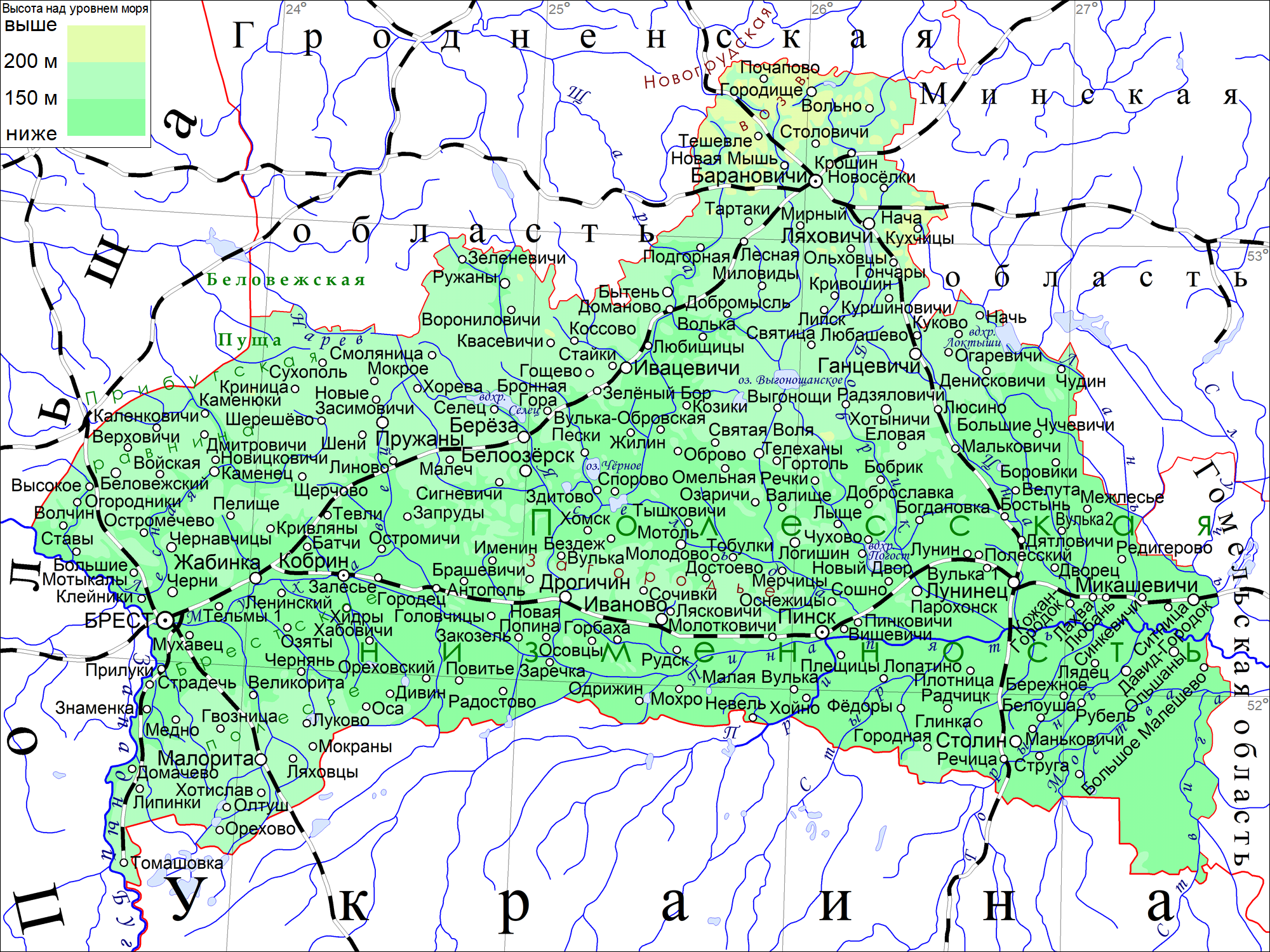
Физическая карта Брестской области

Бре́стская о́бласть (бел. Брэсцкая вобласць) — административно-территориальная единица (область) в юго-западной части Беларуси. Административный центр — город Брест. Численность населения — 1 299 912 человек (на 1 января 2025 года).
На территории расположены Беловежская пуща — природный заповедник, Мемориальный комплекс «Брестская крепость-герой».

## География
Брестская область находится в юго-западной части Беларуси, её площадь составляет 32,8 тыс. км².
Граничит с Украиной (Волынская область, Ровненская область) и Польшей (Люблинское воеводство, Подляское воеводство). Большая часть территории располагается в пределах Полесской низменности с её однообразным плоским рельефом. В направлении на север местность несколько повышается. На юго-западе Беларуси наиболее продолжительный вегетационный период, более длительное и тёплое лето, поэтому здесь выращивают даже теплолюбивые культуры: грецкий орех, абрикос, персик, виноград.
По территории области протекают реки Припять с притоками Пина, Ясельда, Горынь, Стырь, реки Западный Буг, река Мухавец и Щара. Наибольшие озёра находятся в центральной части (Выгонощанское — 26 км², Чёрное — 17,9 км²). Крупнейшие водохранилища области — Селец (20,7 км²) и Погост (16,16 км²).
Лесами покрыто 1192,8 тыс. га Брестской области (36,4 % территории). Самые лесистые районы — Ганцевичский (56,7 %), Ивацевичский (48,9 %), Малоритский (47,3 %), наименее лесистые — Жабинковский (18,6 %), Берёзовский (25,2 %), Дрогичинский (26,1 %), Кобринский (26,3 %).
В области расположены национальный парк Беловежская пуща (150,1 тысяч га, или 4,58 % площади области), 18 заказников республиканского значения (344,7 тысячи га, или 10,5 % территории), 32 — местного значения (57,2 тысяч га, или 1,7 % территории), 29 памятников природы республиканского значения и 77 — местного. По доле особо охраняемых территорий (около 15 %) Брестская область занимает первое место в стране.

### Климат
Умеренный с тёплым летом и мягкой зимой, равномерно влажный, наиболее тёплый в государстве. Преобладающие ветры северо-западные летом и южные или юго-западные зимой, с часто проходящими циклонами.

## Геральдика
Герб и флаг учреждены Указом Президента Республики Беларусь от 14 сентября 2004 года № 446 и зарегистрированы в Государственном геральдическом регистре Республики Беларусь 10 ноября 2004 года № Б-15 и Б-16.

## История

Брестская область на январь 1940 г.

Территория области издавна была заселена древними славянскими и балтскими племенами.
Входила в состав Великого княжества Литовского (Берестейское и частично Новогрудское воеводства), Речи Посполитой, Российской империи (Гродненскую и Минскую губернии), Украинской Народной Республики, Польской республики (Полесское воеводство).
После похода Красной армии в Польшу 1939 года регион перешёл в состав СССР. На основе царской переписи по изначальному предложению руководства украинской компартии, граница между БССР и УССР, в точности повторявшая очертания Минской и Могилёвской губерний, на западных территориях должна была резко «прыгнуть» вверх, на север, оставив на украинской стороне Брест, Пружаны, Пинск, Столин, Кобрин, Лунинец и большую часть Полесья. Данную инициативу обсуждали на заседании бюро ЦК, белорусские коммунисты выступили резко против (согласно секретному постановлению ЦК КПБ от 19 ноября 1939 года, разграничение областей и районов между Белорусской и Украинской ССР следует осуществить по границе бывших Минской и Гродненской губерний), после чего началось изучение исторических материалов: статистику населения по переписям в дореволюционной России и Польши, данные польских архивов.
22 ноября 1939 года окончательное решение было принято Иосифом Сталиным на встрече с первым секретарём ЦК КП(б) Украины и членом политбюро Никитой Хрущёвым и первым секретарём ЦК КП(б) Беларуси Пантелеймоном Пономаренко. За основу были приняты предложения белорусской стороны, которая оговорила передачу УССР богатого лесом Камень-Каширского района площадью в 3 тыс. км². — земли бывшего Ковельского уезда Волынской губернии, между реками Припять и Стырь. Современная область была создана 4 декабря 1939 года в БССР. 15 января 1940 года утверждено деление на 18 районов.
В годы Великой Отечественной войны понесла значительные разрушения и жертвы. Город Брест стал первым пунктом для удара немецких войск. Оборона Брестской крепости длилась 32 дня — с 22 июня до 23 июля 1941 года. Из гарнизона в 6 тысяч человек в живых осталось только 400 человек.
20 сентября 1944 года Порозовский район был передан Гродненской области. 16 августа 1945 года в рамках уточнения белорусско-польской границы Польше были переданы весь Семятичский район, весь (кроме одного сельсовета) Гайновский район, весь (кроме трёх сельсоветов) Клещельский район (эти районы были упразднены) и четыре сельсовета Высоковского района.
8 января 1954 года Указом Президиума Верховного совета СССР были упразднены Барановичская и Пинская области. Вся территория Пинской области (11 районов) и 4 района Барановичской области (Бытенский, Городищенский, Ляховичский, Новомышский) с городом Барановичи вошли в состав Брестской области. В тот же день Ружанский район был передан Гродненской области, но 19 июня 1954 года возвращён. В течение полутора лет в Брестской области насчитывалось 29 районов. С декабря 1956 года начался процесс сокращения количества районов. Были упразднены: Домачевский, Шерешевский (оба — 1956), Бытенский, Жабчицкий (оба — 1957), Антопольский, Дивинский, Жабинковский, Телеханский (все — 1959), Ленинский (1960), Давид-Городокский (1961), Высоковский, Ганцевичский, Городищенский, Ивановский, Ивацевичский, Логишинский, Малоритский, Ружанский (все — 1962). 6 января 1965 года вновь образованы Ивановский, Ивацевичский и Малоритский районы, 30 июля 1966 года — Ганцевичский и Жабинковский районы.
До 1963 года в области насчитывалось три города областного подчинения — Брест, Барановичи и Пинск. 7 марта 1963 года городами областного подчинения стали также Кобрин и Лунинец.
В 1983 году на территории области имелось 20 городов, 7 городских посёлков, 2 рабочих посёлка.
В 1995 году численность населения составила 1518 тыс. человек. На тот момент в области было 20 городов, в том числе 5 областного подчинения, 9 городских посёлков, 225 сельсоветов, 2194 сельских населённых пункта. Впоследствии Кобрин и Лунинец были отнесены к категории городов районного подчинения. В настоящее время область подразделяется на 16 районов.
За достижение в 2023 году наилучших показателей в сфере социально-экономического развития Брестская область (вместе с г. Минск и Минской областью) признана победителем соревнования (среди областей и г. Минска) и занесена на Республиканскую доску Почёта.

## Административное деление
Брестская область состоит из 16 районов и включает 3 города областного подчинения (Брест, Барановичи, Пинск). На территории области расположено 16 городов районного подчинения, 9 посёлков городского типа, около 2200 сельских населённых пунктов.
16 районов:
- Барановичский район
- Берёзовский район
- Брестский район
- Ганцевичский район
- Дрогичинский район
- Жабинковский район
- Ивановский район
- Ивацевичский район
- Каменецкий район
- Кобринский район
- Лунинецкий район
- Ляховичский район
- Малоритский район
- Пинский район
- Пружанский район
- Столинский район

## Органы власти
Исполнительная власть представлена Брестским областным исполнительным комитетом, председатель исполнительного комитета является высшим должностным лицом и руководителем исполнительной власти на территории области, назначается на эту должность Президентом, утверждается в должности соответствующим Советом.
Законодательная власть представлена Брестским областным Советом депутатов, состоящим из 57 депутатов, избираемых гражданами области на 4 года.

## Население
| Графики недоступны из-за технических проблем. См. информацию на Фабрикаторе и на mediawiki.org. | Графики недоступны из-за технических проблем. См. информацию на Фабрикаторе и на mediawiki.org. |
| Графики недоступны из-за технических проблем. См. информацию на Фабрикаторе и на mediawiki.org. | Графики недоступны из-за технических проблем. См. информацию на Фабрикаторе и на mediawiki.org. |

По общей численности жителей Брестская область занимает третье место после Минской и Гомельской областей, а по численности сельского населения — второе, уступая только Минской области. На долю области приходится 19,6 % сельского населения Беларуси. Территория заселена относительно равномерно, здесь размещено 31 городское поселение и почти 2,2 тыс. сельских населённых пунктов.
Из-за естественной убыли населения, установившейся после 1990 года, а также в результате миграционных потерь в обмене с Минском, для области характерна тенденция к сокращению общей численности населения, хотя в последние годы убыль постепенно уменьшается: 1995 год — 1518 тыс. человек, 2003—1471 тыс., 2008—1435 тыс. При этом область городское население составляет 62,3 %, сельское — 37,7 % (2003). Крупнейшие города области: Брест (340,3 тыс. человек), Барановичи (174,2 тыс.), Пинск (125,9 тыс.), и Кобрин (52,8 тыс.).
По состоянию на 1 января 2015 года на территории Брестской области проживает 1 388 931 человек, в том числе городское население — 963 485 жителей (69,37 %), сельское — 425 446 человек (30,63 %).
По состоянию на 1 января 2017 года на территории Брестской области проживает 1 386 351 человек, в том числе городское население — 973 280 жителей (70,2 %), сельское — 413 071 человек (29,8 %).
По состоянию на 1 января 2018 года на территории Брестской области проживает 1 384 476 человек, из них городское население — 976 440 человек (70,5 %), а сельское — 408 036 жителей (29,5 %).
По состоянию на 1 января 2021 года на территории Брестской области проживает 1 338 044 человека, из них городское население — 948 832 человека (70,9 %), а сельское — 389 212 человек (29,1 %).
По состоянию на 1 января 2023 года на территории Брестской области проживает 1 315 405 человек, из них городское население — 945 358, сельское — 370 047 человек.
Численность населения — 1 308 569 человек (на 1 января 2024 года), из них городское — 945 604 человек, сельское — 362 965 человек.
Численность населения области — 1 299 912 человек (на 1 января 2025 года), в том числе городское — 944 458 человек, сельское — 355 454 человек.
| 1996        | 2001        | 2002        | 2003        | 2004        | 2005        | 2006        | 2007        | 2008        | 2009        | 2010        | 2011        |
| 1 494 300   | ↘ 1 477 440 | ↘ 1 469 800 | ↘ 1 461 045 | ↘ 1 450 121 | ↘ 1 439 361 | ↘ 1 426 767 | ↘ 1 417 784 | ↘ 1 409 668 | ↘ 1 404 407 | ↘ 1 399 084 | ↘ 1 394 668 |
| 2012        | 2013        | 2014        | 2015        | 2016        | 2017        | 2018        | 2019        | 2020        | 2021        | 2022        | 2023        |
| ↘ 1 391 476 | ↘ 1 390 364 | ↘ 1 388 573 | ↗ 1 388 931 | ↘ 1 386 982 | ↘ 1 386 354 | ↘ 1 384 476 | ↘ 1 380 391 | ↘ 1 348 115 | ↘ 1 338 044 |             | ↘ 1 315 405 |
| 2024        | 2025        |             |             |             |             |             |             |             |             |             |             |
| ↘ 1 308 569 | ↘ 1 299 912 |             |             |             |             |             |             |             |             |             |             |

### Национальный состав

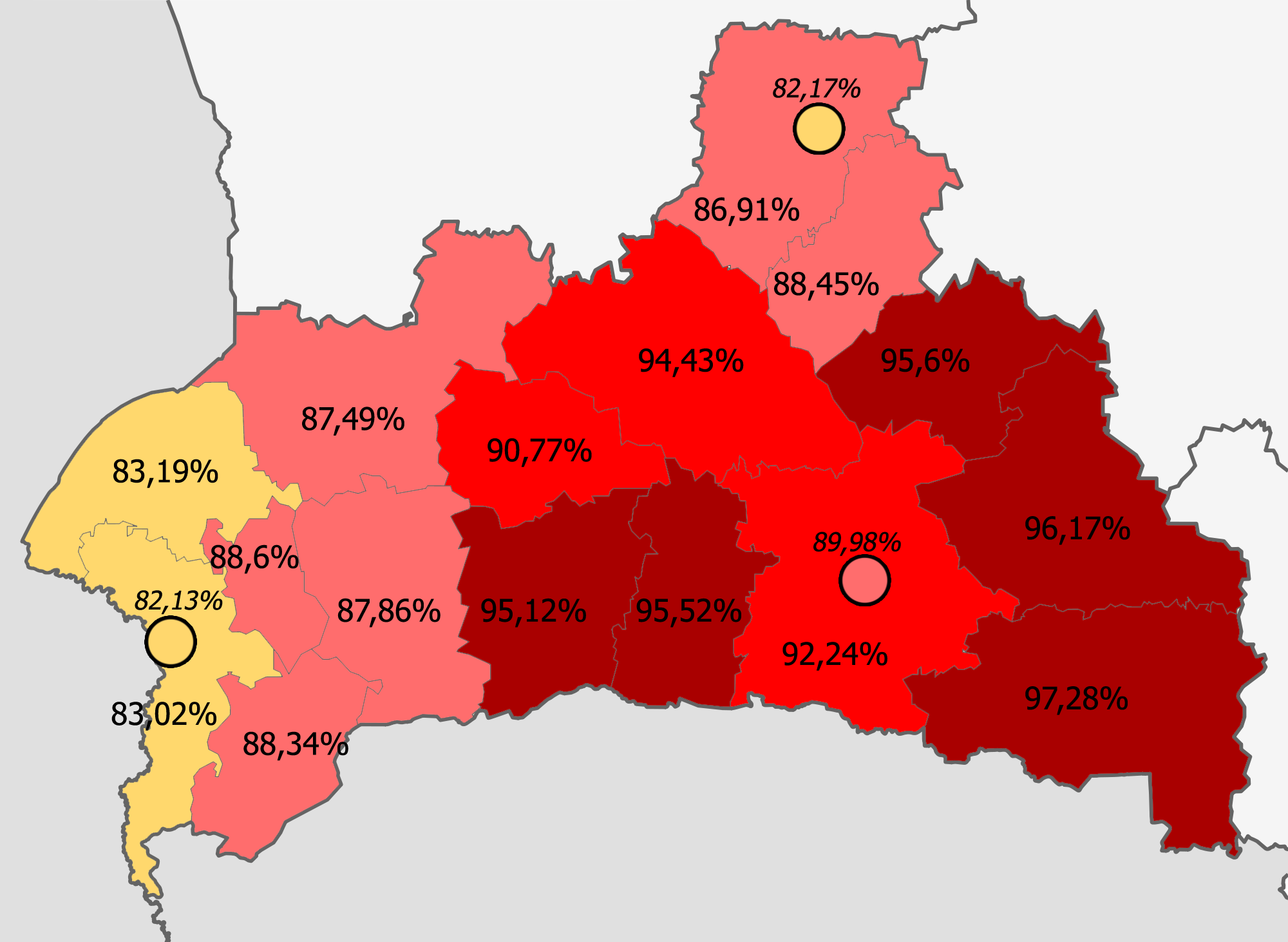
Доля белорусов по районам и городам областного подчинения (2009 год)
>95%
90—95%
85—90%
<85%

В национальном составе населения выделяются (по данным переписи 2009 года): белорусы — 88,02 %, русские — 6,4 %, украинцы — 2,86 %, поляки — 1,25 %, прочие — менее 1,5 % (в основном евреи, цыгане, татары и армяне). Еврейское население, ранее многочисленное, в основной своей массе эмигрировало в Израиль, Германию и США.
Между районами и городами областного подчинения наблюдаются небольшие различия в численности крупнейших этнических групп. Доля русских наиболее велика в крупных городах, украинцев — в юго-западных районах, поляков — в северных районах. Доля белорусов в общей численности населения наименьшая в Бресте (82,13 %) и Барановичах (82,17 %), среди районов — в Брестском районе (83,02 %) и Каменецком районе (83,19 %). Наибольшая доля белорусов зарегистрирована в Столинском районе (97,28 %) и Лунинецком районе (96,17 %). Доля русских варьируется от 1,15 % в Столинском районе и 1,8 % в Ивановском районе до 10,67 % в Бресте и 9,73 % в Барановичах; доля украинцев — от 0,64 % в Ганцевичском районе до 7,36 % в Каменецком районе, 7,18 % в Малоритском районе и 6,93 % в Брестском районе. Меньше всего поляков в Столинском районе (0,1 %), Дрогичинском и Ивановском районах (0,11 %), больше всего — в Ляховичском районе (6,47 %). Доля армян в общей численности населения варьируется от 0,02 % в Ивацевичском районе до 0,21 % в Брестском районе; доля татар — от менее 0,01 % в Столинском районе до 0,14 % в Ляховичском районе; доля цыган — от менее 0,01 % в Пинске и Бресте до 0,2 % в Столинском районе.
| Национальный состав по переписи 2019 года (всего — 1 348 115 человек) | Национальный состав по переписи 2019 года (всего — 1 348 115 человек) | Национальный состав по переписи 2019 года (всего — 1 348 115 человек) | Национальный состав по переписи 2019 года (всего — 1 348 115 человек) | Национальный состав по переписи 2019 года (всего — 1 348 115 человек) | Национальный состав по переписи 2019 года (всего — 1 348 115 человек) | Национальный состав по переписи 2019 года (всего — 1 348 115 человек) | Национальный состав по переписи 2019 года (всего — 1 348 115 человек) | Национальный состав по переписи 2019 года (всего — 1 348 115 человек) | Национальный состав по переписи 2019 года (всего — 1 348 115 человек) | Национальный состав по переписи 2019 года (всего — 1 348 115 человек) |
|                                                                       | белорусы                                                              | белорусы                                                              | русские                                                               | русские                                                               | украинцы                                                              | украинцы                                                              | поляки                                                                | поляки                                                                | армяне                                                                | армяне                                                                |
| --------------------------------------------------------------------- | --------------------------------------------------------------------- | --------------------------------------------------------------------- | --------------------------------------------------------------------- | --------------------------------------------------------------------- | --------------------------------------------------------------------- | --------------------------------------------------------------------- | --------------------------------------------------------------------- | --------------------------------------------------------------------- | --------------------------------------------------------------------- | --------------------------------------------------------------------- |
| Всего                                                                 | 1 171 835                                                             | 86,92 %                                                               | 97 936                                                                | 7,26 %                                                                | 37 648                                                                | 2,79 %                                                                | 14 893                                                                | 1,1 %                                                                 | 1017                                                                  | 0,08 %                                                                |
| городское                                                             | 810 497                                                               | 85,46 %                                                               | 81 114                                                                | 8,55 %                                                                | 25 524                                                                | 2,69 %                                                                | 11 034                                                                | 1,16 %                                                                | 650                                                                   | 0,07 %                                                                |
| сельское                                                              | 361 338                                                               | 90,39 %                                                               | 16 822                                                                | 4,21 %                                                                | 12 124                                                                | 3,03 %                                                                | 3859                                                                  | 0,97 %                                                                | 367                                                                   | 0,09 %                                                                |
|                                                                       | евреи                                                                 | евреи                                                                 | цыгане                                                                | цыгане                                                                | татары                                                                | татары                                                                | немцы                                                                 | немцы                                                                 | азербайджанцы                                                         | азербайджанцы                                                         |
| Всего                                                                 | 943                                                                   | 0,07 %                                                                | 907                                                                   | 0,07 %                                                                | 773                                                                   | 0,06 %                                                                | 591                                                                   | 0,04 %                                                                | 538                                                                   | 0,04 %                                                                |
| городское                                                             | 857                                                                   | 0,09 %                                                                | 551                                                                   | 0,06 %                                                                | 610                                                                   | 0,06 %                                                                | 266                                                                   | 0,03 %                                                                | 366                                                                   | 0,04 %                                                                |
| сельское                                                              | 86                                                                    | 0,02 %                                                                | 356                                                                   | 0,09 %                                                                | 163                                                                   | 0,04 %                                                                | 325                                                                   | 0,08 %                                                                | 172                                                                   | 0,04 %                                                                |
|                                                                       | литовцы                                                               | литовцы                                                               | молдаване                                                             | молдаване                                                             | туркмены                                                              | туркмены                                                              | грузины                                                               | грузины                                                               | узбеки                                                                | узбеки                                                                |
| Всего                                                                 | 450                                                                   | 0,03 %                                                                | 338                                                                   | 0,03 %                                                                | 254                                                                   | 0,02 %                                                                | 206                                                                   | 0,02 %                                                                | 156                                                                   | 0,01 %                                                                |
| городское                                                             | 363                                                                   | 0,04 %                                                                | 178                                                                   | 0,02 %                                                                | 239                                                                   | 0,03 %                                                                | 175                                                                   | 0,02 %                                                                | 105                                                                   | 0,01 %                                                                |
| сельское                                                              | 87                                                                    | 0,02 %                                                                | 160                                                                   | 0,04 %                                                                | 15                                                                    | < 0,01 %                                                              | 31                                                                    | < 0,01 %                                                              | 51                                                                    | 0,01 %                                                                |
|                                                                       | казахи                                                                | казахи                                                                | латыши                                                                | латыши                                                                |                                                                       |                                                                       |                                                                       |                                                                       |                                                                       |                                                                       |
| Всего                                                                 | 127                                                                   | < 0,01 %                                                              | 122                                                                   | < 0,01 %                                                              |                                                                       |                                                                       |                                                                       |                                                                       |                                                                       |                                                                       |
| городское                                                             | 78                                                                    | < 0,01 %                                                              | 80                                                                    | < 0,01 %                                                              |                                                                       |                                                                       |                                                                       |                                                                       |                                                                       |                                                                       |
| сельское                                                              | 49                                                                    | 0,01 %                                                                | 42                                                                    | 0,01 %                                                                |                                                                       |                                                                       |                                                                       |                                                                       |                                                                       |                                                                       |

Расселение этнических групп в Брестской области по переписи 2009 года:

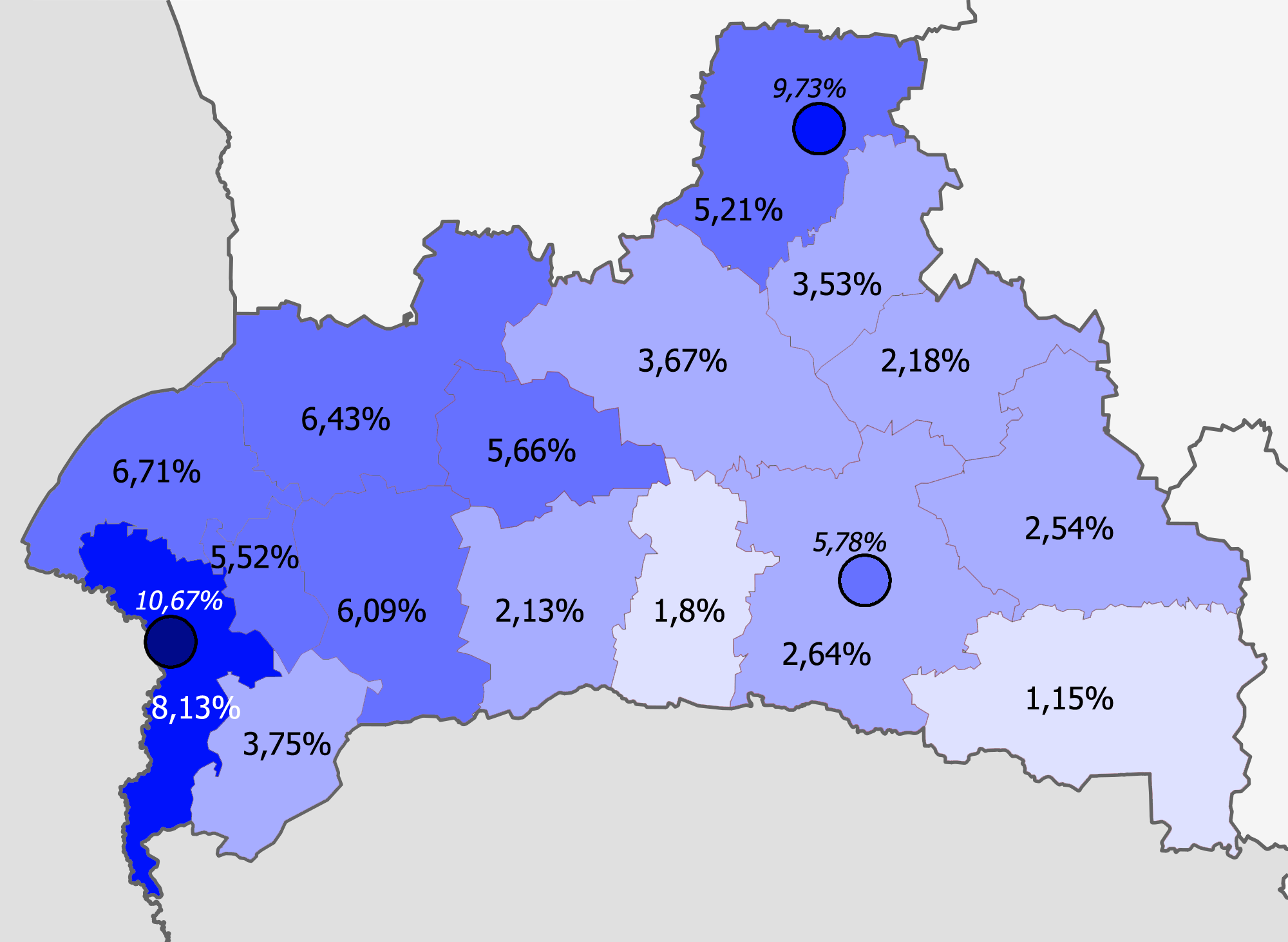
Доля русских по районам >10% 8–10% 5–8% 2–5% <2%
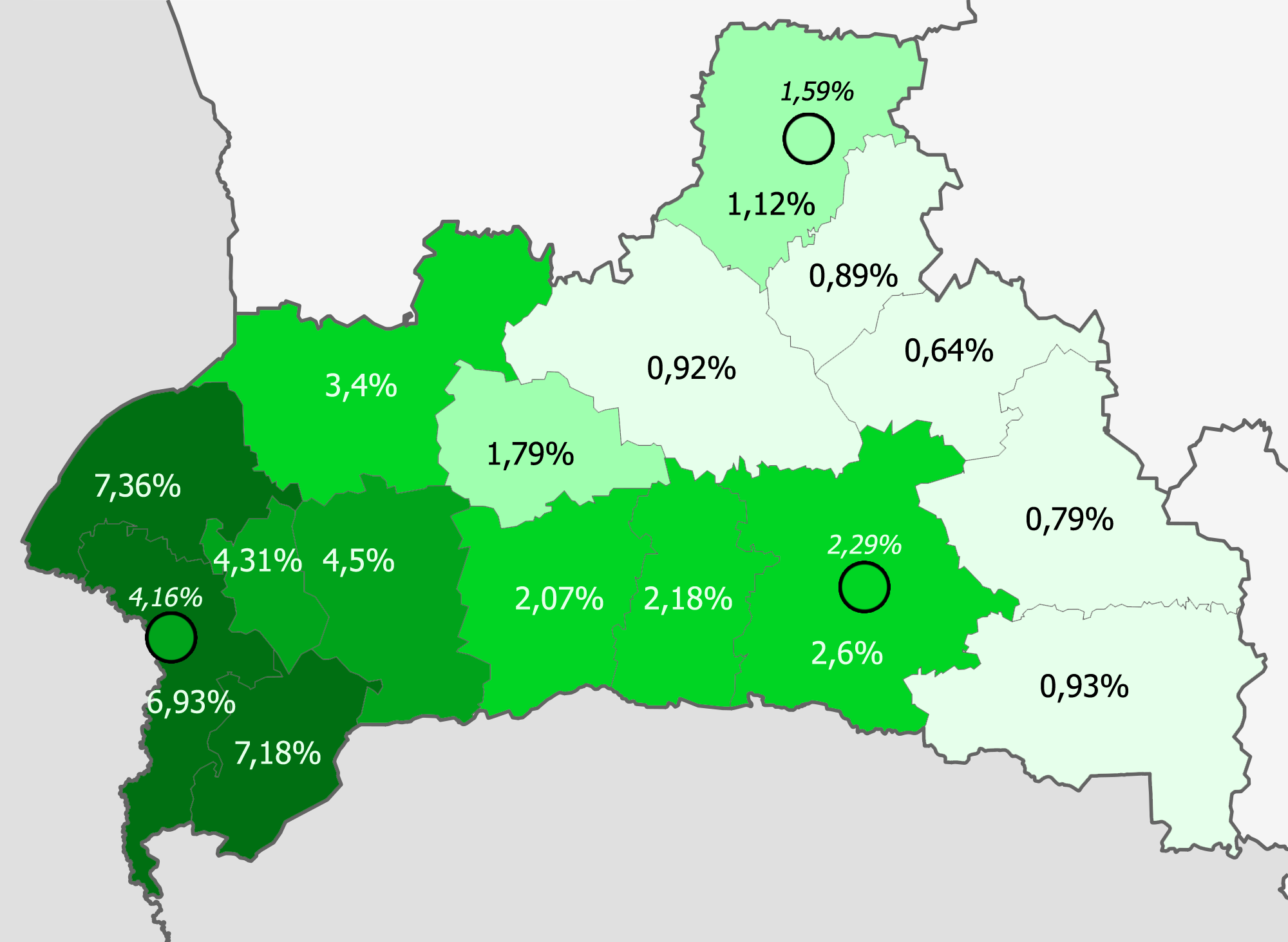
Доля украинцев по районам >6% 4–6% 2–4% 1–2% <1%
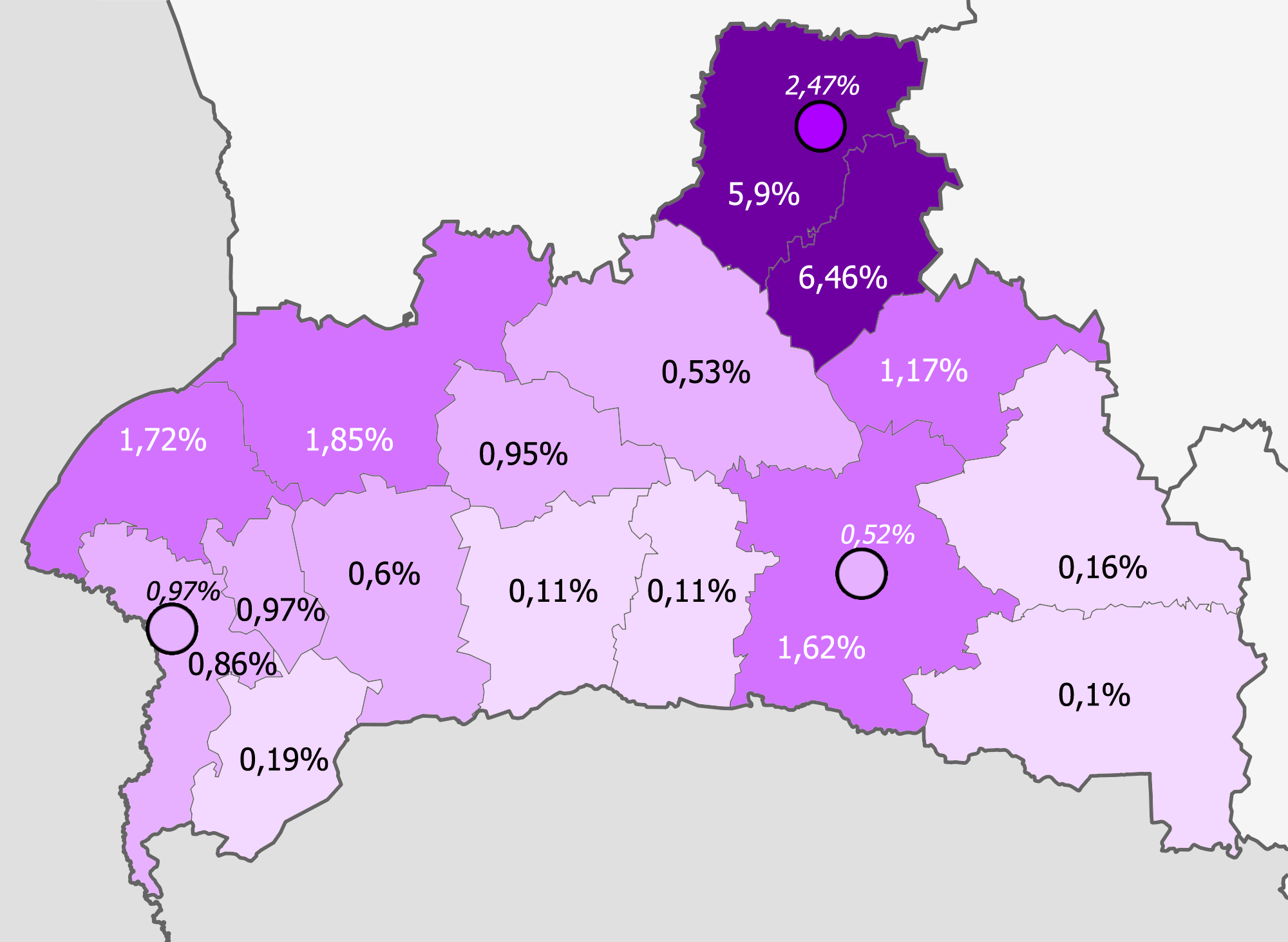
Доля поляков по районам >5% 2–5% 1–2% 0,5–1% <0,5%

### Языковой состав

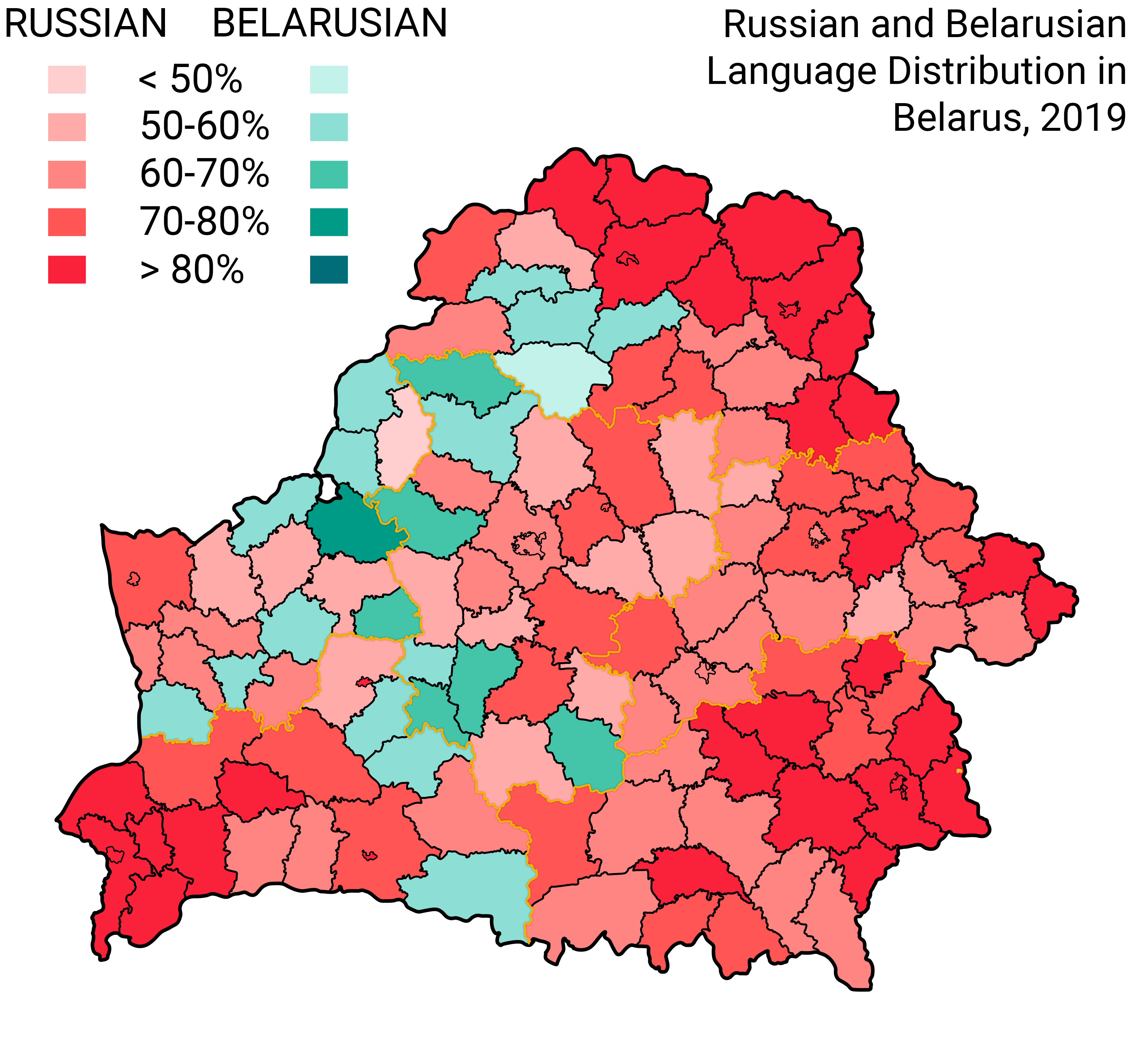
Языки домашнего общения в Беларуси по данным переписи 2019 года. Из 16 районов Брестской области преимущественно белорусскоязычными являлись 3, тогда как преимущественно русскоязычными — 13. Русский язык также преобладал в городах Брест, Барановичи и Пинск.

Родной язык населения Брестской области по данным переписей населения:
| Родной язык | 1999      | 1999    | 2009     | 2009     | 2019       | 2019     |
| Родной язык | человек   | доля    | человек  | доля     | человек    | доля     |
| ----------- | --------- | ------- | -------- | -------- | ---------- | -------- |
| Белорусский | 1 128 818 | 76,01 % | 751 927▼ | 53,66 %▼ | 1 037 661▲ | 76,97 %▲ |
| Русский     | 317 026   | 21,35 % | 597 391▲ | 42,63 %▲ | 270 525▼   | 20,07 %▼ |

Украинский язык является третьим по распространённости родным языком в регионе: по данным переписи 2009 года его таковым назвали 17 352 человека или 1,24 % населения Брестской области, по данным переписи 2019 года — 16 379 человек или 1,21 % населения Брестской области.
Между переписями 2009 и 2019 года доля сельского населения Брестской области, считающего белорусский язык родным, возросла на 5,2 % (с 77,7 % до 82,9 %), считающих таковым русский — сократилась на 5,4 % (с 19,3 % до 13,9 %). Доля городского населения Брестской области, считающего белорусский язык родным, возросла на 33,5 % (с 41,0 % до 74,5 %), считающих таковым русский — сократилась на 32,3 % (с 54,9 % до 22,6 %).
Язык домашнего общения населения Брестской области по данным переписей населения:
| Язык домашнего общения | 1999    | 1999    | 2009     | 2009     | 2019       | 2019     |
| Язык домашнего общения | человек | доля    | человек  | доля     | человек    | доля     |
| ---------------------- | ------- | ------- | -------- | -------- | ---------- | -------- |
| Белорусский            | 580 314 | 39,08 % | 374 183▼ | 26,70 %▼ | 218 686▼   | 16,22 %▼ |
| Русский                | 893 881 | 60,19 % | 982 406▲ | 70,11 %▲ | 1 103 858▲ | 81,88 %▲ |

Украинский язык является третьим по распространённости языком домашнего общения в регионе: по данным переписи 2019 года его таковым назвали 5 473 человека или 0,41 % населения Брестской области.
Между переписями 2009 и 2019 года доля сельского населения Брестской области, указавшего белорусский языком домашнего общения, сократилась на 22,1 % (с 58,9 % до 36,8 %), указавших таковым русский — возросла на 23,6 % (с 38,1 % до 61,7 %). Доля городского населения Брестской области, указавшего белорусский языком домашнего общения, сократилась на 2,2 % (с 9,8 % до 7,6 %), указавших таковым русский — возросла на 3,5 % (с 86,9 % до 90,4 %).
Согласно официальным данным, 69,2 % имеющих право голоса жителей Брестской области приняли участие в голосовании на референдуме 1995 года, из них 82,9 % поддержали придание русскому языку равного с белорусским статуса государственного языка.
Из-за проведения властями Беларуси политики русификации системы образования, в Брестской области, как и в стране в целом, наблюдается сокращение доли учеников, получающих общее среднее образование на белорусском языке. Динамика соотношения языков преподавания в дневных учреждениях общего среднего образования в Брестской области по данным Национального статистического комитета Республики Беларусь:
| Язык преподавания | Учебный год | Учебный год | Учебный год | Учебный год | Учебный год | Учебный год | Учебный год | Учебный год | Учебный год |
| Язык преподавания | 2010/11     | 2011/12     | 2012/13     | 2017/18     | 2018/19     | 2020/21     | 2021/22     | 2022/23     | 2023/24     |
| ----------------- | ----------- | ----------- | ----------- | ----------- | ----------- | ----------- | ----------- | ----------- | ----------- |
| Белорусский       | 24,5 %      | 23,8 %      | 22,9 %      | 18,4 %      | 17,4 %      | 15,72 %     | 15,35 %     | 14,21 %     | 13,61 %     |
| Русский           | 75,5 %      | 76,2 %      | 77,1 %      | 81,6 %      | 82,6 %      | 84,24 %     | 84,61 %     | 85,79 %     | 86,39 %     |

По данным Национального статистического комитета Республики Беларусь в 2024/25 году из 171 497 учащихся в дневных учреждениях общего среднего образования в Брестской области 22 479 (13,11 %) обучались на белорусском языке, в то время как 149 018 (86,89 %) — на русском.

### Рождаемость и смертность
В 2017 году в Брестской области родилось 16 405 детей и умерло 17 801 человек. Коэффициент рождаемости в пересчёте на 1000 человек составил 11,8 (11,9 в городах и посёлках, 11,7 в сельской местности). Коэффициент смертности — 12,8 (9,5 в городской, 20,7 в сельской местности). Естественная убыль населения в 2017 году составила −1396 человек, хотя в 2013—2016 годах наблюдался естественный прирост.
Самая высокая рождаемость в 2017 году наблюдалась в Столинском (13,4), Брестском (13,3; без Бреста) и Жабинковском (13,2) районах, самая низкая — в Пружанском (10,3) и Ивацевичском (10,4) районах. Самая высокая смертность в 2017 году была зарегистрирована в Барановичском районе (25; без Барановичей), самая низкая — в Бресте (8,4) и Пинске (9,2).

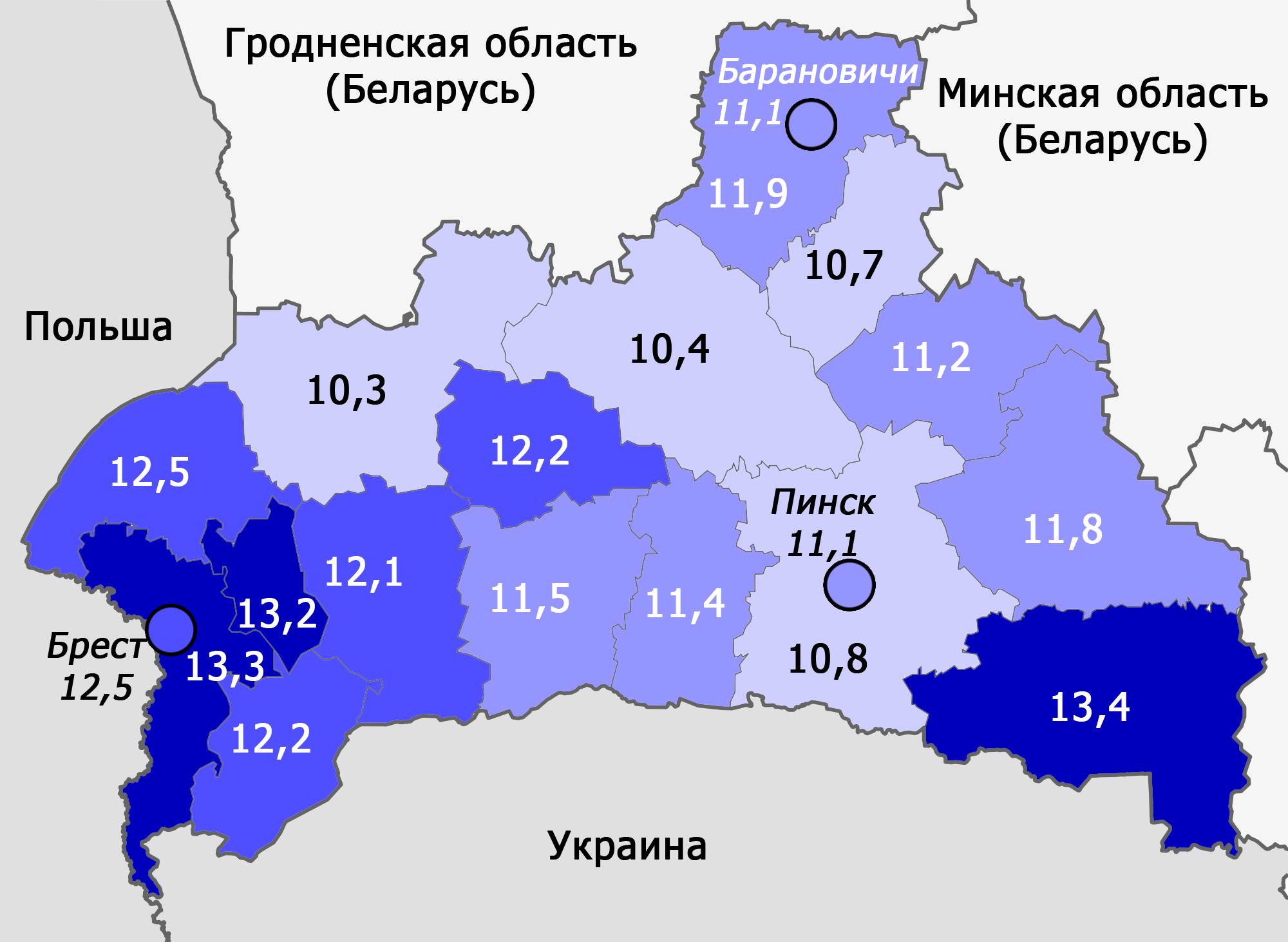
Рождаемость по районам области (2017)
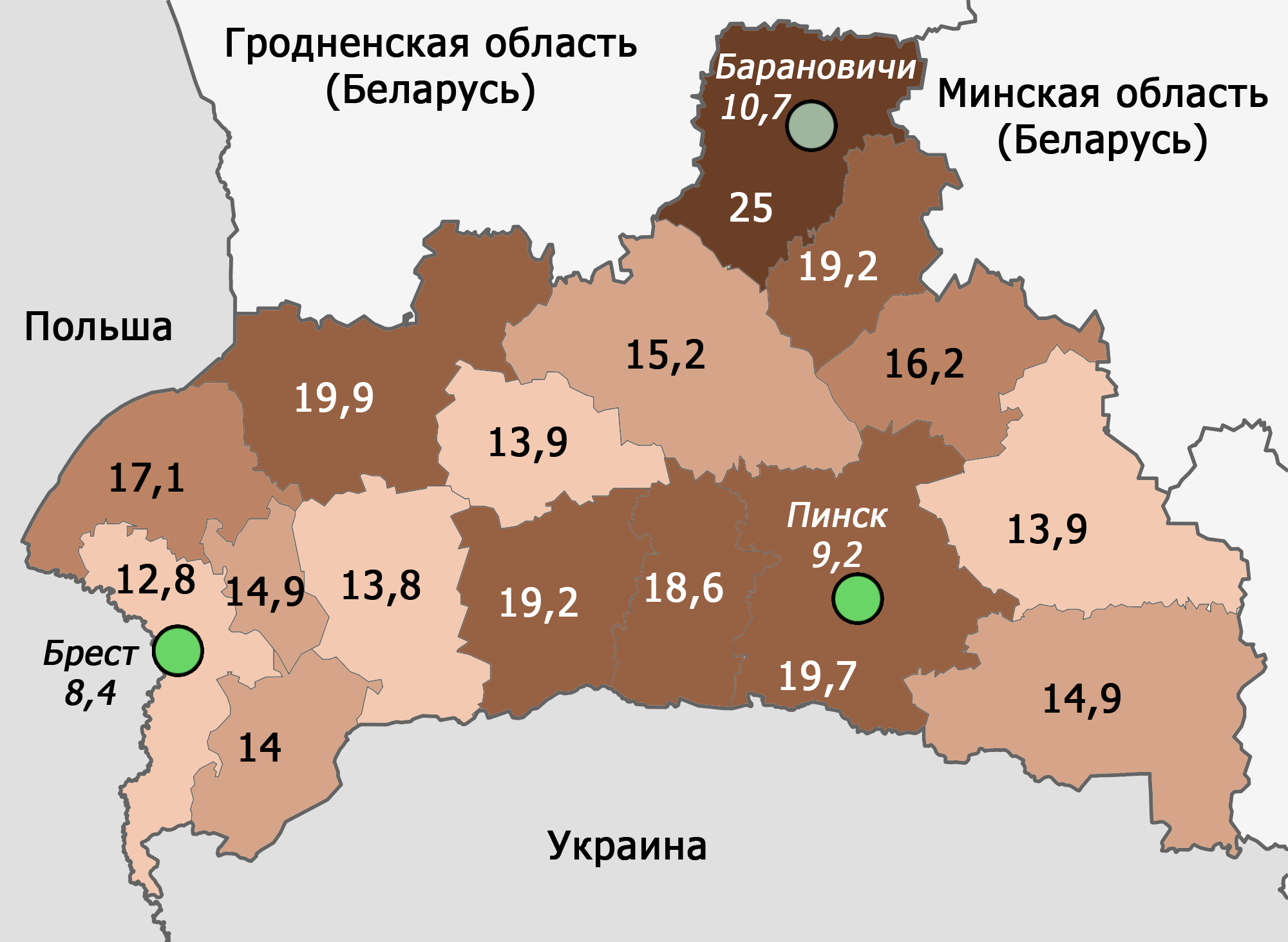
Смертность по районам области (2017)

## Общая карта
Легенда карты:
- от 100 000 до 500 000 чел.
- от 20 000 до 100 000 чел.
- от 10 000 до 20 000 чел.
- от 5000 до 10 000 чел.
- от 1500 до 5000 чел.

## Экономика

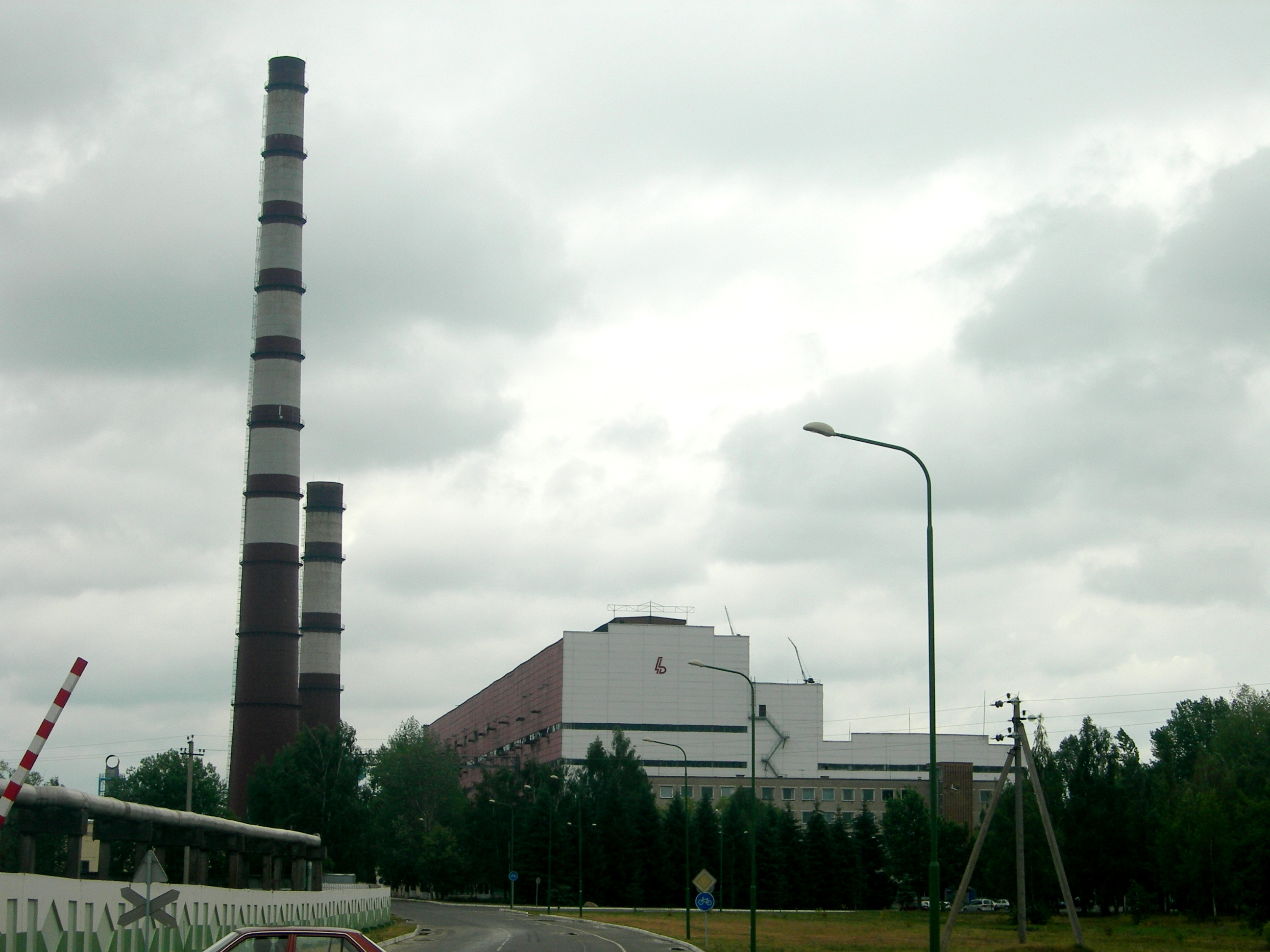
Берёзовская ГРЭС (Белоозёрск, Берёзовский район).

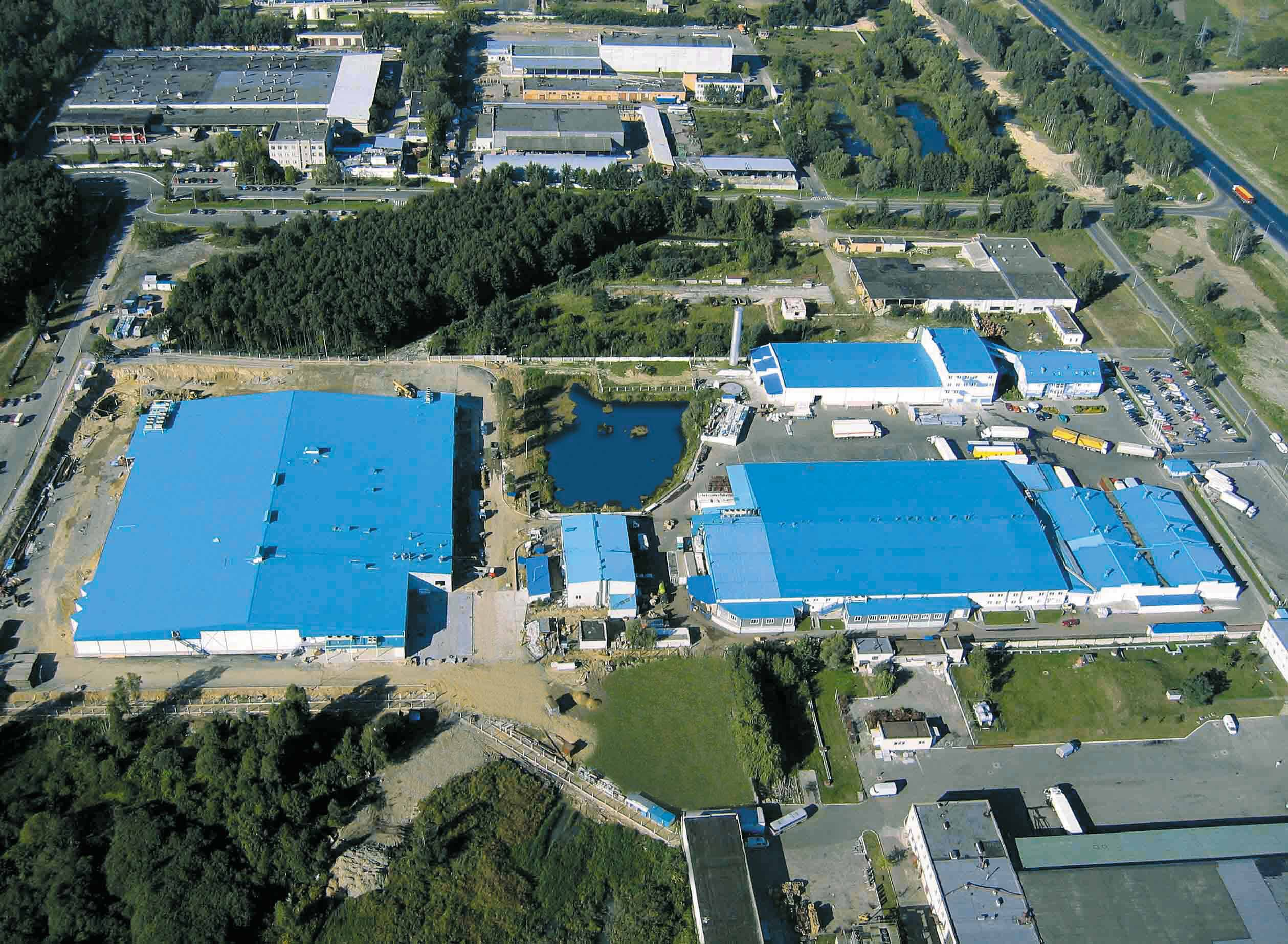
СП ООО «Санта-Бремор» в Бресте — производитель рыбных консервов и пресервов.

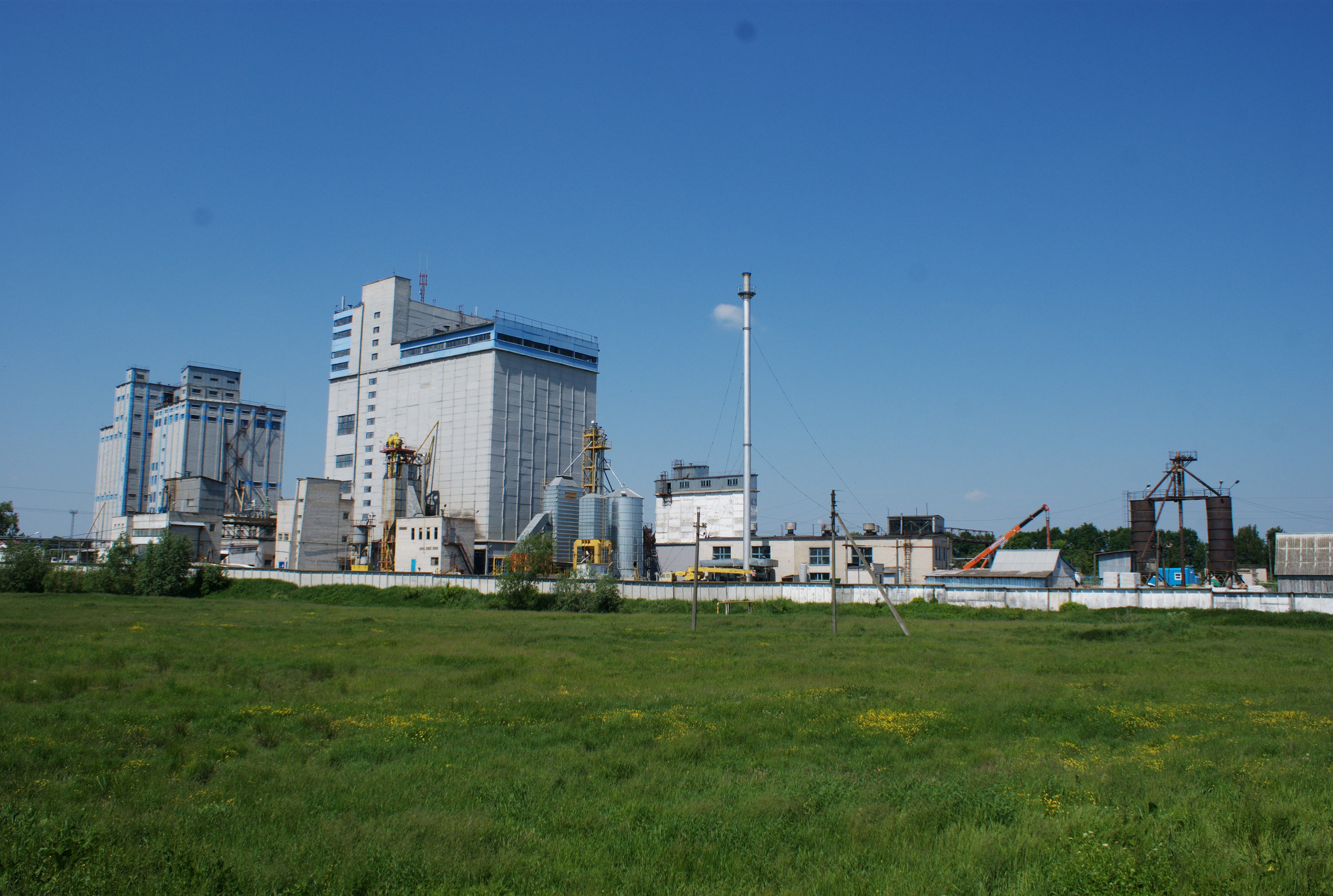
ОАО «Жабинковский комбикормовой завод» — производитель кормов для сельскохозяйственных животных.

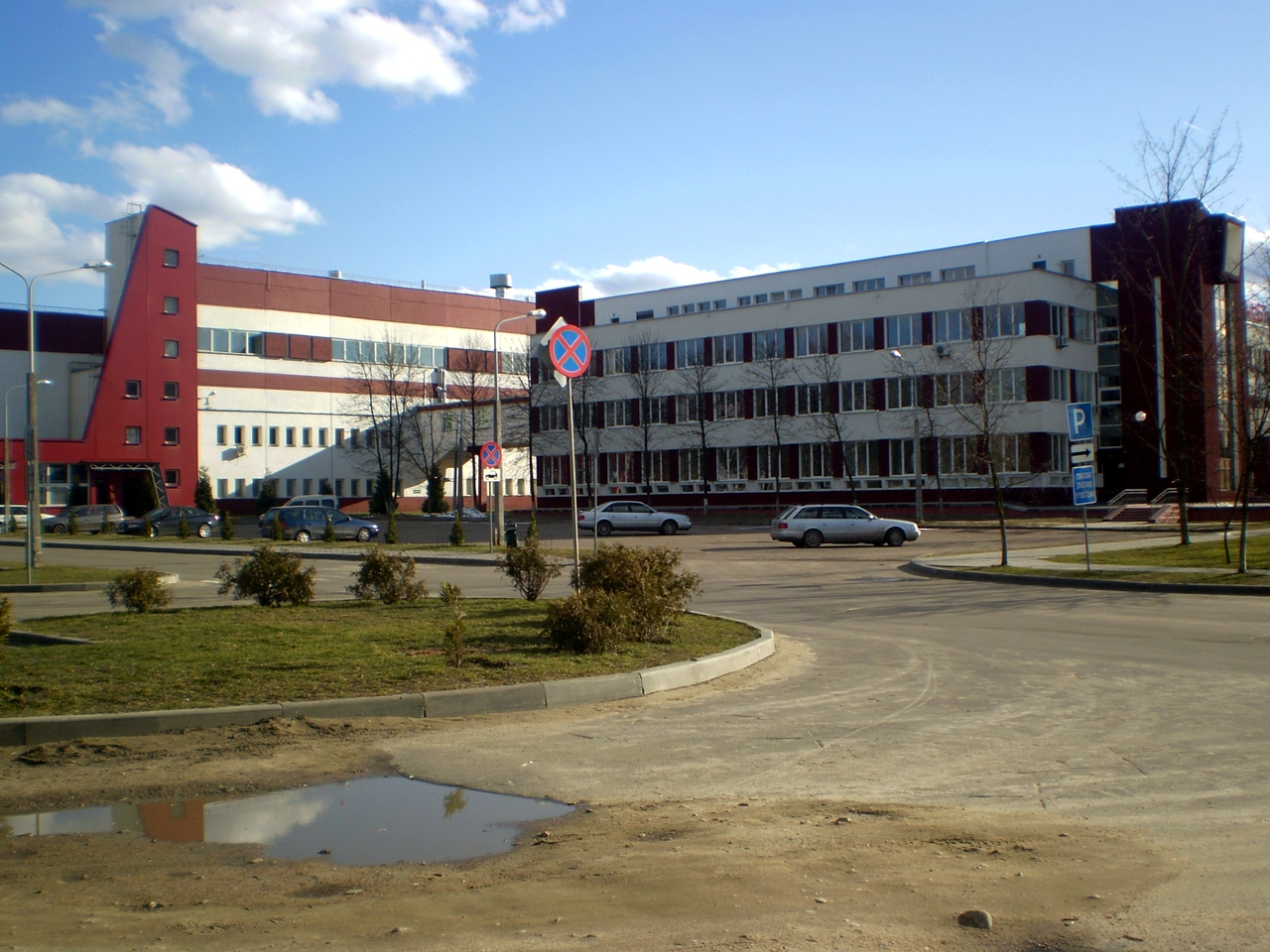
УП «Гефест-техника» в Бресте — производитель газовых плит Gefest.

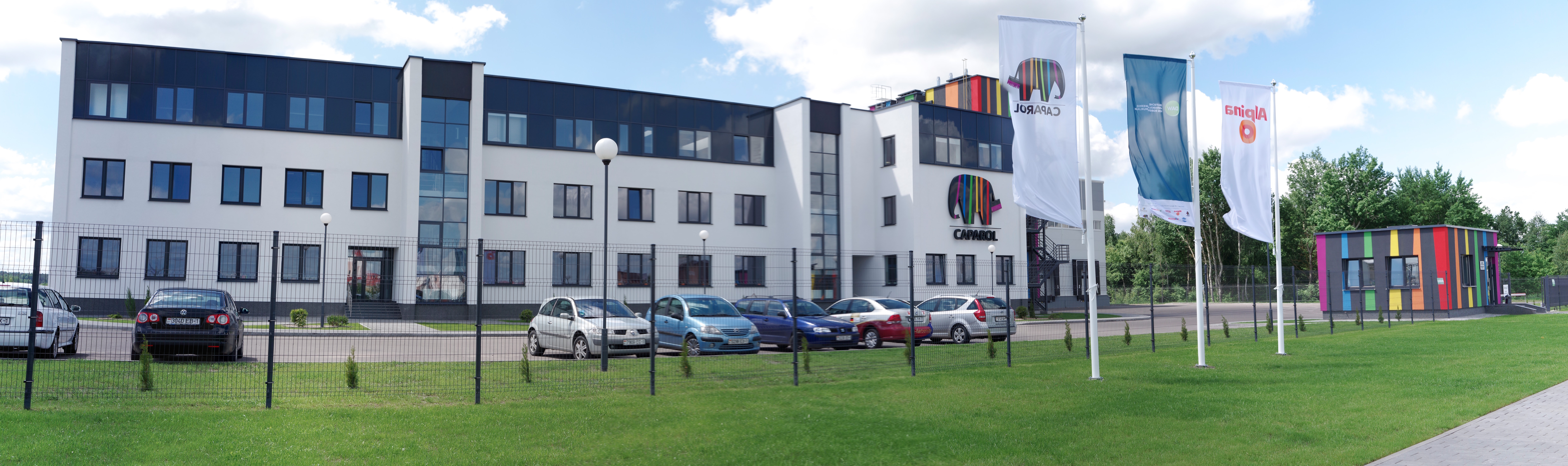
ИУП «Диском» в Бресте — производитель лакокрасочных изделий Caparol.

Крупнейшими налогоплательщиками области являются Брестский ликёро-водочный завод «Белалко», пивобезалкогольный завод «Брестское пиво»,Брестский электромеханический завод, электротехнический, электроламповый заводы, предприятие «Цветотрон» (Брест), завод «Брестсельмаш», завод «Брестмаш», Брестский радиотехнический завод, 558-й авиаремонтный завод (Барановичи), РУП «Брестэнерго», Брестский филиал РУП «Белтелеком», РУПП «Гранит» (Микашевичи), УП «Брестоблгаз», РУП «Белоруснефть-Брестоблнефтепродукт», СП «Санта-Бремор» (Брест), СП ОАО «Брестгазоаппарат» (торговая марка «Гефест»), Брестский филиал ООО «Евроторг».

### Промышленность

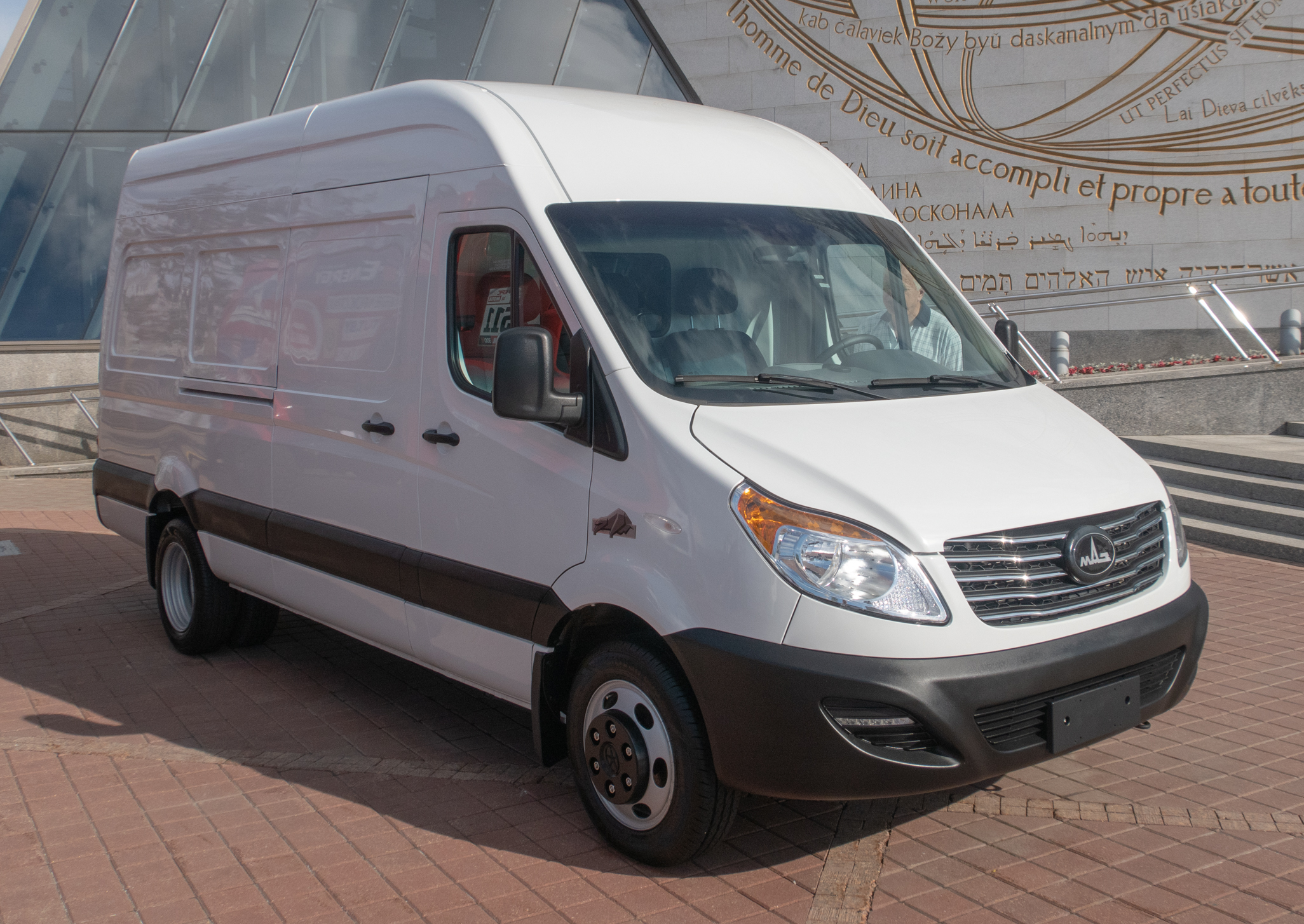
МАЗ-3650, собираемый на Брестском машиностроительном заводе.

Ведущая отрасль промышленности Брестской области — пищевая. В 2017 году удельный вес производства продуктов питания и напитков в объёме промышленного производства области составлял 48,7 %. Предприятия области в значительной степени ориентированы на экспорт и обеспечивают четверть экспорта продуктов питания из Республики Беларусь. Действуют крупные предприятия мясной (Брестский мясокомбинат, Берёзовский МКК и др.), молочной и рыбоперерабатывающей промышленности, ликёро-водочный «Белалко» (Брест), сахарный (Жабинка), пивоваренный («Брестское пиво») и солодовенный («Белсолод» в Иваново) заводы. В 2016 году область произвела 29 % колбасных изделий, 70 % рыбопродуктов, 29 % цельномолочной продукции, 35 % творога, 36 % сыров, 28 % дистиллированных алкогольных напитков от совокупного их производства в Республике Беларусь. В области производится более 20 % сахара, мороженого, плодоовощных консервов в Республике Беларусь.
Развито производство стройматериалов — щебня и гранитной крошки (РУПП «Гранит», Микашевичи), керамических кирпичей и плиток (ОАО «Брестский КСМ», Брест; ОАО «Берёзастройматериалы», Берёза; ОАО «Горынский КСМ», Речица), силикатные строительные блоки и кирпичи (ОАО «Берёзовский КСИ»; СЗАО «Кварцмелпром», Хотислав). На нескольких предприятиях производятся различные виды железобетонных изделий. В 2017 году предприятия области произвели 44,4 % плиток и плит керамических от общего их производства в Республике Беларусь, 37 % железнодорожных шпал, 17,1 % кирпичей и блоков строительных.
В Барановичах действует крупная фабрика по выпуску хлопчатобумажной пряжи, тканей и швейных изделий (БПХО), выпускаются ковры (Брест), трикотажные и швейные изделия (Пинское ПТО «Полесье», Барановичская швейная фабрика, Брест), спортивная обувь (Белоозёрск).
В 2017 году предприятия области произвели 75,6 % хлопчатобумажных тканей в Республике Беларусь, 53 % постельного белья, 23,9 % верхней одежды (кроме трикотажной), 16,6 % чулочно-носочных изделий, 13 % трикотажных изделий, 6,2 % нетканых материалов, 4,4 % ковров.
Имеется ряд предприятий деревообрабатывающей промышленности (Пинск, Барановичи, Ивацевичи, Брест, Телеханы, Коссово), крупнейшие из которых — ЗАО «Пинскдрев» (пиломатериалы, фанера клеёная, шпон, топливные гранулы и брикеты, мебель, лесохимия) и ОАО «Ивацевичдрев» (пиломатериалы, древесно-стружечные плиты, мебель, лесохимия). Множество предприятий различной формы собственности занимаются изготовлением мебели. В холдинг «Пинскдрев» входит один из трёх спичечных заводов на территории Республики Беларусь. В 2017 году предприятия области произвели 32,9 % фанеры клеёной в Республике Беларусь, 32,2 % мебели, 12,2 % древесно-стружечных плит, 10 % пиломатериалов.
Химическая промышленность области представлена двумя производителями бытовой химии (ОАО «Бархим» в Барановичах и ОАО «Брестский завод бытовой химии», который с 2018 года находится в стадии санации), тремя предприятиями по производству лакокрасочных изделий (ИООО «Кондор», ИУП «Диском» — оба в Бресте, ОАО «Домановский ПТК»), производителем пестицидов ООО «Франдеса» (Берёза), производителем пластин монокремния и другой химической продукции белорусско-американским СП ЗАО «Камсил» (Пинск), производителем жидкого стекла и различных силикатов натрия и калия ОАО «Домановский ПТК», а также двумя производителями смол из древесного сырья (ЗАО «Пинскдрев» и ОАО «Ивацевичдрев»). Единственное крупное фармацевтическое предприятие — ОАО «Экзон» (Дрогичин). В 2017 году предприятия области произвели 9 % моющих и чистящих средств в Республике Беларусь, а в 2010 году доля предприятий области в этой отрасли составляла 44,2 %.
Машиностроение и металлообработка — вторая по значимости отрасль промышленности области (10,8 % объёма производства). В области действуют четыре станкостроительных предприятия — Барановичский станкостроительный завод (филиал ЗАО «Атлант», производящий компрессоры для холодильников, станки для производства пластмассовых изделий и другую продукцию), ОАО «Барановичский завод автоматических линий», ОАО «Кузлитмаш» (Пинск) и ОАО «Пинский ОМЗ». Несколько предприятий в Барановичах, Бресте и Кобрине производят сменные части для станков и инструменты.
3 предприятия в области — ОАО «Полесьеэлектромаш» (Лунинец), Барановичский станкостроительный завод и Ивацевичский филиал ОАО «Экран» — производят электродвигатели и генераторы. ОАО «Теплоприбор» (Берёза) производит вентиляторы, отопительные котлы и прочее оборудование. Производством вентиляторов и котлов отопления занимается также ОАО «Брестсельмаш». В 2019 году холдинг «БелавтоМАЗ» начал сборку микроавтобусов МАЗ-281 и МАЗ-3650 на Брестском машиностроительном заводе. Барановичское ОАО «Торгмаш» производит технологическое оборудование для общественного питания и пищевой промышленности (тестомесильные, картофелеочистительные машины, овощерезки, миксеры, ленточные пилы для мяса, слайсеры), промышленные холодильники, промышленные и бытовые мясорубки, винтовые прессы, медогонки, воскотопки. Оборудование для обработки пищевых продуктов выпускают также ОАО «Брестсельмаш» и ООО «Машиностроительное предприятие „КОМПО]“». В 2017 году предприятия области произвели, в частности, 99,9 % компрессоров для холодильников в Республике Беларусь, 13,2 % вентиляторов промышленных, 13 % кузнечно-прессовых машин (до 2013 года — более половины).
Предприятия электронной промышленности сконцентрированы в Бресте — ОАО «Цветотрон» (производитель диодов, включая светодиоды, и специальной электроники, входит в холдинг «Интеграл»), ОАО «Брестский радиотехнический завод», СООО «Джофре Лабортехник», ООО «Успех про». ОАО «Брестский электроламповый завод» производит различные виды ламп накаливания (99,9 % их производства в Республике Беларусь), несколько предприятий производят щиты и панели для распределительных устройств, вилки, розетки и прочую электрическую аппаратуру.
Несколько предприятий производят изделия из резины и пластмассы (в том числе крупнейшая в стране фабрика игрушек «Полесье» в Кобрине).
Из других крупных предприятий — завод газовой аппаратуры, в том числе газовых плит (Брест), завод автомобильных аккумуляторов (Пинск), несколько машиностроительных предприятий в Бресте, Барановичах и Пинске.
Лёгкая промышленность — «Нелва», «Нинель», «Надин-Н», «Лакби» и др.
Крупнейшая электростанция в области — Берёзовская ГРЭС (установленная мощность 1095 МВт, в 2017 году произвела 4,8 млрд кВтч электроэнергии).
В 2010 году предприятиями области произведено промышленной продукции в фактических отпускных ценах (с учётом давальческого сырья) на сумму 15,12 трлн белорусских рублей. В 2008 году этот показатель был равен 11,005 трлн белорусских рублей.
Общий объём промышленного производства в Брестской области составил 9501,5 млн руб, или 11,6 % республиканского объёма промышленного производства (пятое место в Республике Беларусь). 18 % объёма промышленного производства пришлось на резидентов свободной экономической зоны «Брест».
Производство основных видов промышленной продукции предприятиями области
| Параметр                                        | Ед. изм.       | 2005   | 2010   | 2015   | 2016   | 2017    | 2018    |
| ----------------------------------------------- | -------------- | ------ | ------ | ------ | ------ | ------- | ------- |
| Объём промышленного производства                | млн руб.       | 568,9  | 1589,8 | 7781,7 | 9501,5 | 10577,9 | 11720,5 |
| Крошка каменная, гравий, щебень                 | тыс. м³        | н/д    | н/д    | 14 770 | 15 651 | 16 290  | 16 618  |
| Мясо и субпродукты                              | тыс. т         | 85,7   | 135,8  | 195,3  | 197,6  | 197,1   | 197     |
| Колбасные изделия                               | тыс. т         | 81,2   | 81,5   | 69,4   | 80     | 90      | 86,9    |
| Полуфабрикаты мясные                            | тыс. т         | н/д    | н/д    | 20,8   | 21,6   | 177,4   | 217,7   |
| Рыба, морепродукты, консервы рыбные             | тыс. т         | 49,9   | 71,1   | 60,3   | 63     | 71      | 84      |
| Плодоовощные консервы                           | тыс. т         | н/д    | н/д    | 44,3   | 35,5   | 30,2    | 31,4    |
| Цельномолочная продукция                        | тыс. т         | 232    | 402,5  | 592,1  | 568,6  | 551,9   | 594,7   |
| Молоко и сливки сухие                           | тыс. т         | н/д    | н/д    | 9,6    | 10     | 10,9    | 11,6    |
| Творог и творожные изделия                      | тыс. т         | н/д    | н/д    | 39,1   | 44,6   | 47,2    | 52      |
| Сыры (кроме плавленого)                         | тыс. т         | 26,5   | 46,7   | 60,4   | 69     | 66,1    | 72,4    |
| Масло сливочное                                 | тыс. т         | 16,9   | 12,4   | 18,8   | 20,3   | 21,3    | 22,2    |
| Напитки алкогольные дистиллированные            | тыс. дал       | 1664   | 2700   | 3550   | 3981   | 4336    | 4692    |
| Пиво                                            | тыс. дал       | 2284   | 2935   | 2247   | 2801   | 2521    | 1610    |
| Сахар                                           | тыс. т         | 180,6  | 197,3  | н/д    | н/д    |         |         |
| Ткани                                           | тыс. м²        | 42 400 | 34 700 | 48 060 | 49 787 | 56 361  | 51 649  |
| Ковры                                           | тыс. м²        | 706    | 381    | 680    | 993    | 994     | 789     |
| Трикотажные изделия                             | млн шт         | 4,8    | 5,9    | 5,1    | 6,2    | 6       | 8,6     |
| Чулочно-носочные изделия                        | тыс. пар       | 26 051 | 24 261 | 22 720 | 23 501 | 28 381  | 29 483  |
| Пиломатериалы                                   | тыс. м³        | 399    | 410    | 292    | 310    | 328     | 414     |
| Фанера клеёная                                  | тыс. м³        | 50,9   | 69,5   | 74,8   | 80,5   | 85      | 88,2    |
| Древесно-стружечные плиты                       | тыс. усл. м³   | 187    | 207,2  | 282,6  | 305,9  | 323     | 335     |
| Торфобрикеты                                    | тыс. т         | 287    | 299    | 131    | 172    | 194     | 230     |
| Полимеры в первичных формах                     | тыс. т         | 20,2   | 24,4   | 30,6   | 45,2   | 53,1    | 54,6    |
| Средства моющие и чистящие                      | т              | н/д    | н/д    | 7426   | 6815   | 6061    | 4396    |
| Плитки и плиты керамические                     | тыс. м²        | 4287   | 6768   | 7948   | 9017   | 12 275  | 12 913  |
| Кирпичи и блоки строительные                    | млн усл. кирп. | н/д    | н/д    | 453,8  | 270,7  | 284,4   | 506,7   |
| Керамические неогнеупорные строительные кирпичи | млн усл. кирп. | н/д    | н/д    | 34,4   | 31,5   | 26,5    | 28      |
| Тротуарная плитка из бетона или камня           | тыс. м³        | н/д    | н/д    | 58     | 58     | 64      | 71      |
| Счётчики газа                                   | тыс. шт.       | н/д    | н/д    | 19,5   | 20,8   | 35,8    | 46      |
| Электродвигатели переменного тока               | тыс. шт.       | н/д    | н/д    | 233,4  | 243,5  | 242,2   | 270,6   |
| Промышленные вентиляторы                        | шт.            | н/д    | н/д    | 6716   | 5274   | 5456    | 5772    |
| Мебель                                          | млн руб.       | н/д    | н/д    | 329,7  | 383,8  | 414     | 499,4   |

### Сельское хозяйство
В 1970 в области имелось 323 колхоза.
Растениеводство

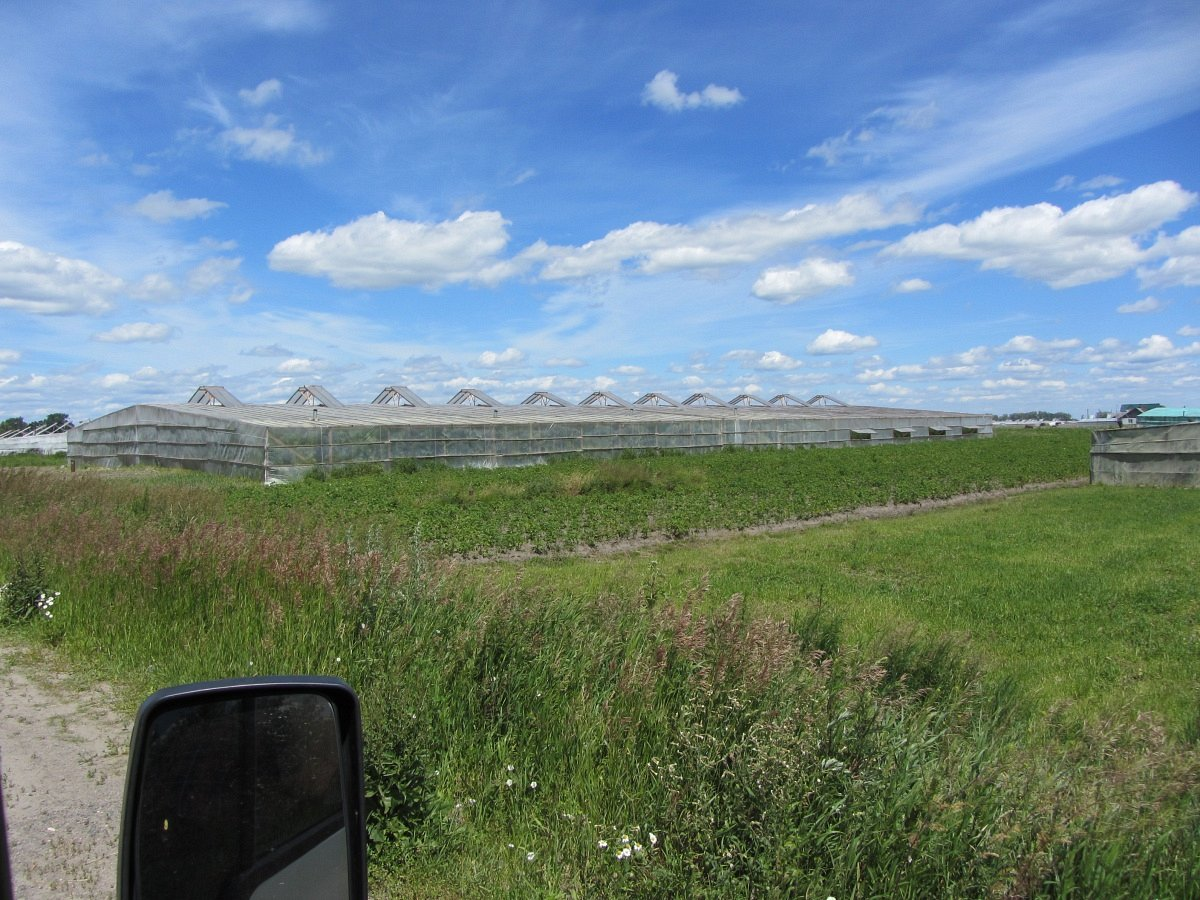
Огуречные теплицы фермерских хозяйств в агрогородке Ольшаны Столинского района

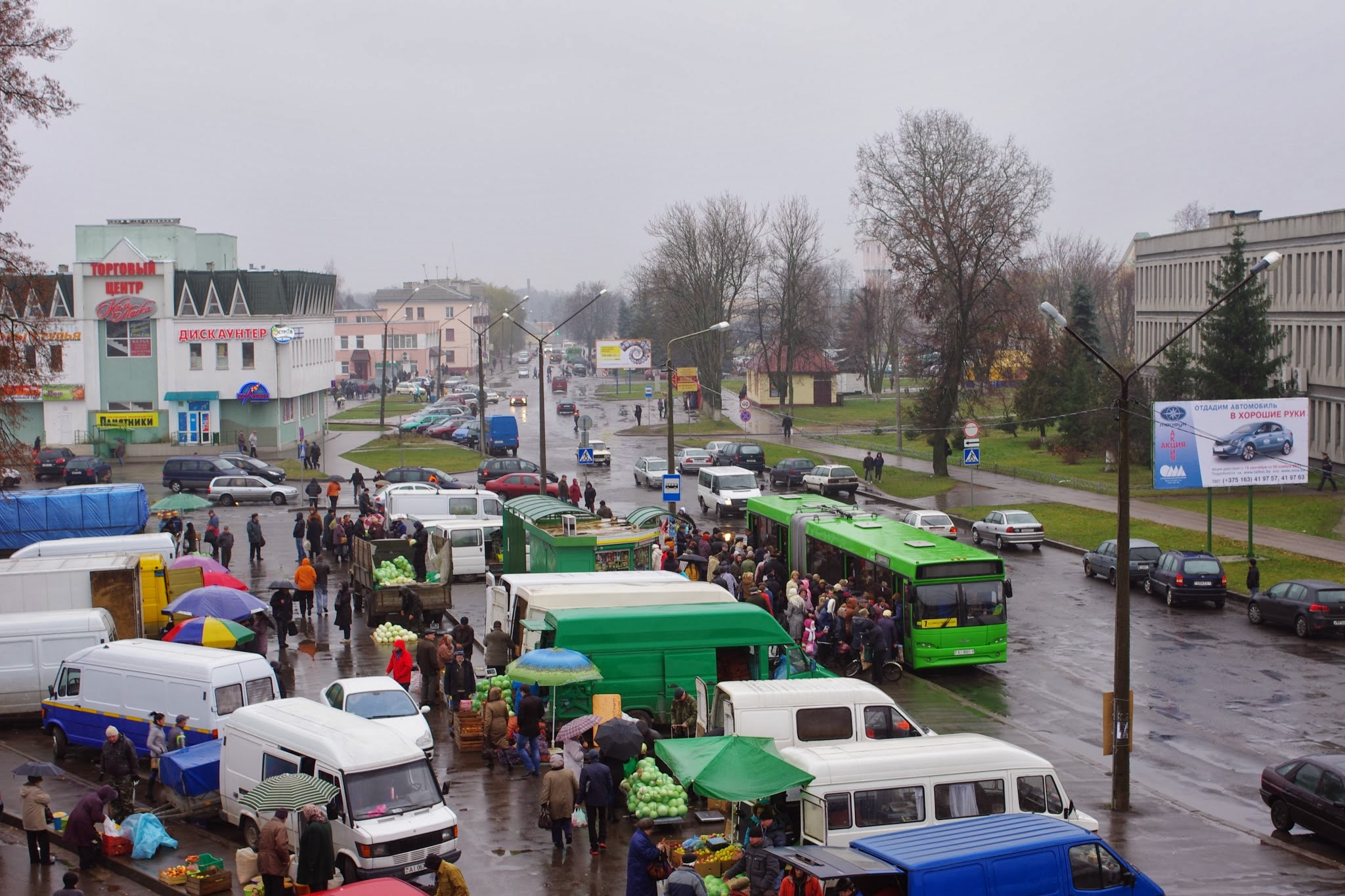
Фермерский рынок в Барановичах

По состоянию на 2020 год общая посевная площадь сельскохозяйственных культур в области — 984,8 тыс. га (третье место в Республике Беларусь), в том числе 393,2 тыс. га занято под посевы зерновых и зернобобовых культур, 59,6 тыс. га под рапс, 17,5 тыс. га под сахарную свёклу, 53,2 тыс. га под картофель и 439,7 тыс. га под кормовые культуры. Валовой сбор зерновых и зернобобовых культур в области составил 1465,3 тыс. т (третье место в республике) при средней урожайности 37,8 ц/га (второе место), сахарной свёклы — 732,2 тыс. т (третье место) при средней урожайности 438 ц/га, льноволокна — 8,3 тыс. т (четвёртое место), картофеля — 1109,3 тыс. т (второе место) при урожайности 209 ц/га (пятое место), овощей — 404,3 тыс. т (второе место).
В 2020 году в шести районах области было собрано более 100 тыс. т зерновых — в Барановичском (175,7 тыс. т и 45,7 ц/га), Ивановском(111,2 тыс. т и 42,7 ц/га), Каменецком (131,3 тыс. т и 41,7 ц/га), Кобринском (108,7 тыс. т и 35,6 ц/га), Пинском (102,9 тыс. т и 31,3 ц/га) и Пружанском (141,4 тыс. т и 42,7 ц/га). Ещё в трёх (Брестском, Дрогичинском и Столинском) было собрано от 80 до 100 тыс. т. Самые низкие урожай и урожайность — в Ганцевичском районе (30,2 тыс. т и 24,4 ц/га). Лён выращивался в 6 районах, и большая часть урожая была собрана в Пружанском (4,0 тыс. т) и Ляховичском районах (2,8 тыс. т). Сахарная свёкла выращивалась в 13 районах. Крупнейшие урожаи были собраны в Каменецком (122,1 тыс. т) и Барановичском районах (104,8 тыс. т).
В нескольких районах Брестской области усилиями фермерских хозяйств и частных лиц получило распространение выращивание овощей, плодов и ягод. В Столинском районе самой популярной культурой стали огурцы, в Лунинецком — клубника, в Дрогичинском — малина. Распространены сбор голубики и клюквы, выращивание на продажу моркови, тюльпанов, семян цветов, арбузов.
| Валовой сбор сельскохозяйственных культур по всем категориям хозяйств:                          | Валовой сбор сельскохозяйственных культур по всем категориям хозяйств:                          |
| ----------------------------------------------------------------------------------------------- | ----------------------------------------------------------------------------------------------- |
| Зерновые и зернобобовые, тыс. т:                                                                | Сахарная свёкла, тыс. т:                                                                        |
| Графики недоступны из-за технических проблем. См. информацию на Фабрикаторе и на mediawiki.org. | Графики недоступны из-за технических проблем. См. информацию на Фабрикаторе и на mediawiki.org. |
| Картофель, тыс. т:                                                                              | Овощи, тыс. т:                                                                                  |
| Графики недоступны из-за технических проблем. См. информацию на Фабрикаторе и на mediawiki.org. | Графики недоступны из-за технических проблем. См. информацию на Фабрикаторе и на mediawiki.org. |

Животноводство
В 2020 году поголовью крупного рогатого скота область находится на втором месте в Республике Беларусь (883,4 тыс. голов, в том числе 300,5 тыс. коров), по поголовью свиней — на четвёртом (444,0 тыс.), по поголовью птицы — на втором (8,5 млн). Больше всего крупного рогатого скота было в хозяйствах Пинского (99,0 тыс. голов) и Пружанского районов (93,0 тыс.), меньше всего — в Ганцевичском районе (19,4 тыс.). В 2019 году хозяйства области реализовали 208 тыс. т скота и птицы на убой (в убойном весе), по этому показателю область находилась на третьем месте в стране. Хозяйства области всех категорий произвели 1906,6 тыс. т молока (второе место среди областей в стране), 570,5 млн яиц (второе место), 30,3 т шерсти (первое место, 2019). В 2019 году по среднему удою молока от коровы хозяйства области (6057 кг с коровы в год) — первые в республике.
Крупнейшее поголовье свиней на 1 января 2020 года содержалось в Каменецком (118,9 тыс.), Брестском (86,6 тыс.) и Пружанском районах (57,9 тыс.). Больше половины поголовья птицы области было сконцентрировано в Барановичском районе (4406,7 тыс.), ещё 1452,5 тыс. содержалось на птицефабриках Брестского района.
В 2019 году больше всего скота и птицы было реализовано на убой в хозяйствах Барановичского (77,2 тыс. т в живом весе) и Брестского районов (47,9 тыс. т). По производству молока Пружанский район занимает первое место в Республике Беларусь (239,5 тыс. т в 2019 году), в восьми районах (Барановичском, Брестском, Ивановском, Ивацевичском, Каменецком, Кобринском, Пинском, Столинском) производство молока превысило 100 тыс. т.
| Основные показатели животноводства:                                                             | Основные показатели животноводства:                                                             | Основные показатели животноводства: |
| ----------------------------------------------------------------------------------------------- | ----------------------------------------------------------------------------------------------- | ----------------------------------- |
| Поголовье КРС, тыс. голов:                                                                      | Поголовье свиней, тыс. голов:                                                                   |                                     |
| Графики недоступны из-за технических проблем. См. информацию на Фабрикаторе и на mediawiki.org. | Графики недоступны из-за технических проблем. См. информацию на Фабрикаторе и на mediawiki.org. |                                     |
| Поголовье птицы, тыс. голов:                                                                    | Производство яиц, млн шт:                                                                       |                                     |
| Графики недоступны из-за технических проблем. См. информацию на Фабрикаторе и на mediawiki.org. | Графики недоступны из-за технических проблем. См. информацию на Фабрикаторе и на mediawiki.org. |                                     |
| Реализация скота и птицы на убой (в убойном весе), тыс. т:                                      | Производство молока, тыс. т:                                                                    |                                     |
| Графики недоступны из-за технических проблем. См. информацию на Фабрикаторе и на mediawiki.org. | Графики недоступны из-за технических проблем. См. информацию на Фабрикаторе и на mediawiki.org. |                                     |

Финансовые показатели
Выручка от реализации сельскохозяйственной продукции предприятиями области — 2661,2 млрд рублей, чистая прибыль — 251,9 млрд рублей, рентабельность реализованной продукции — 9,4 %, рентабельность продаж — 7,7 %.

### Внешнеэкономическая деятельность
| №               | Страна    | 2014 | 2015   | 2016   | 2017   | 2018   | 2019   | 2020   |
| --------------- | --------- | ---- | ------ | ------ | ------ | ------ | ------ | ------ |
| Экспорт товаров |           |      |        |        |        |        |        |        |
| 1.              | Россия    | 2071 | ▼ 1404 | ▲ 1460 | ▲ 1690 | ▼ 1676 | ▲ 1780 | ▼ 1726 |
| 2.              | Польша    | 38   | ▲ 54   | ▲ 72   | ▲ 88   | ▲ 129  | ▲ 157  | ▲ 170  |
| 3.              | Украина   | 52   | ▼ 39   | ▲ 60   | ▲ 80   | ▲ 101  | ▲ 129  | ▼ 123  |
| 4.              | Казахстан | 101  | ▼ 69   | ▼ 48   | ▲ 81   | ▲ 99   | ▲ 139  | ▼ 117  |
| 5.              | Германия  | 48   | ▼ 41   | ▲ 45   | ▲ 58   | ▲ 73   | ▲ 76   | ▲ 106  |
| Импорт товаров  |           |      |        |        |        |        |        |        |
| 1.              | Россия    | 427  | ▼ 344  | ▲ 364  | ▲ 433  | ▲ 493  | ▲ 568  | ▼ 562  |
| 2.              | Польша    | 402  | ▼ 210  | ▲ 247  | ▲ 249  | ▼ 223  | ▼ 190  | ▲ 279  |
| 3.              | Украина   | 109  | ▼ 88   | ▼ 88   | ▲ 117  | ▲ 119  | ▲ 153  | ▼ 146  |
| 4.              | Китай     | 127  | ▼ 100  | ▼ 96   | ▲ 104  | ▲ 144  | ▼ 138  | ▼ 132  |
| 5.              | Германия  | 186  | ▼ 118  | ▼ 107  | ▲ 124  | ▲ 167  | ▼ 128  | ▲ 129  |

* показатели указаны в миллионах долларов США.

### Транспорт

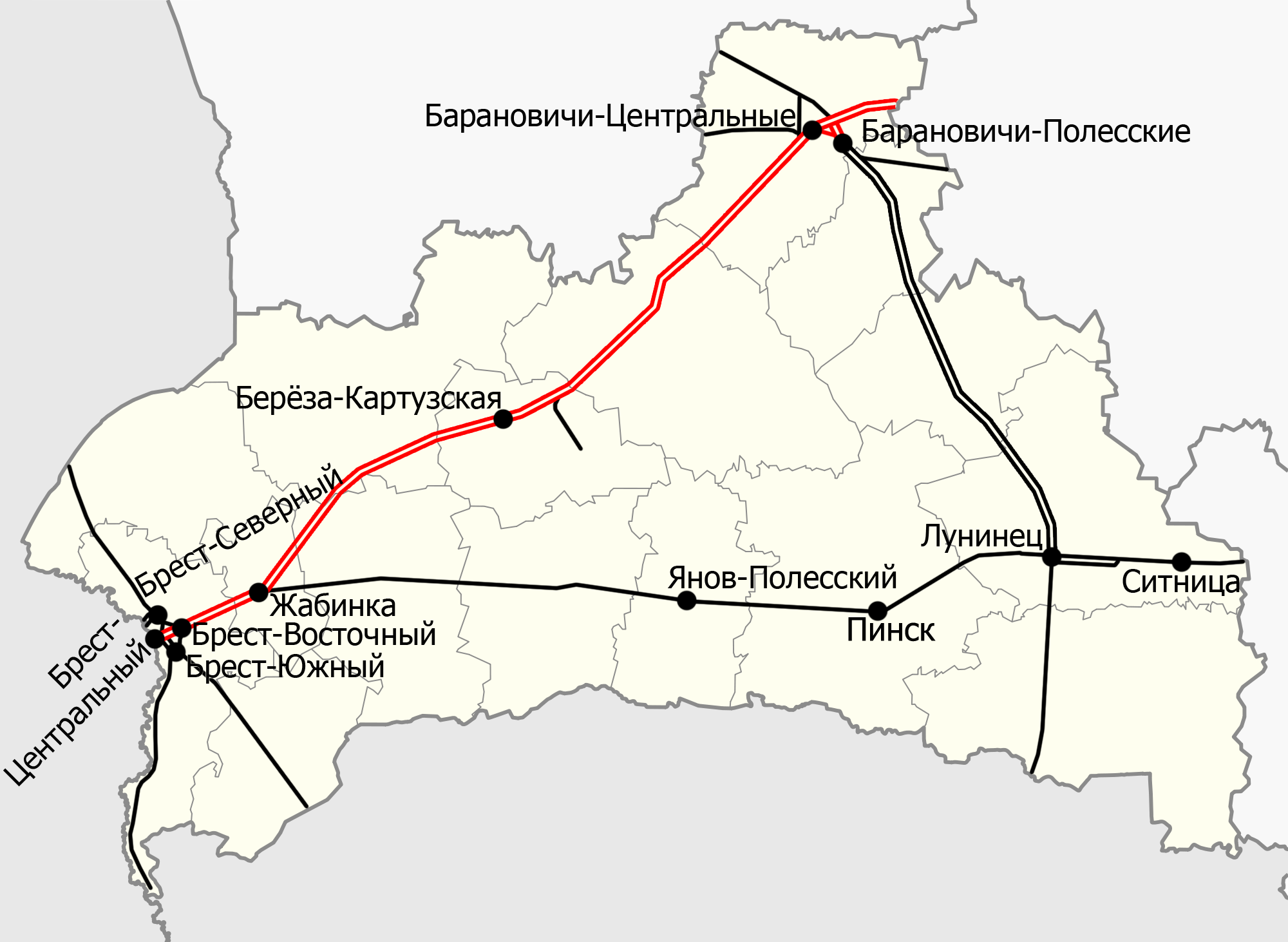
Железные дороги в Брестской области. Важнейшие станции подписаны, электрифицированные участки выделены красным.

Брестская область — важнейший транспортный узел, через область проходят международные и важные внутренние автомобильные (E 30 М1 Орша — Брест, М10 Брест — Гомель, E 85 М11 Вильнюс — Лида — Слоним, М12 Кобрин — Луцк), железнодорожные (Москва — Минск — Берлин; Вильнюс — Барановичи — Ровно) и водные (Днепро-Бугский канал) пути.
Сеть автомобильных дорог в области не отличается большой плотностью (среднее значение по республике — 422 км на 1000 км²; в Брестской области — 384). Всего в области 13,4 тыс. км дорог общего пользования, в том числе 8,6 тысяч км дорог с усовершенствованным покрытием (в основном — с цементобетонным или асфальтобетонным). Сеть железных дорог в области самая густая в республике — 30,9 км на 1000 км², относится к Брестскому и Барановичскому отделениям. Эксплуатационная длина железнодорожных путей составляет 1013 км (второй показатель после Витебской области). Брестская область — единственная в республике, в каждом из районов которой есть железная дорога. Линия Минск — Брест электрифицирована переменным током на всём протяжении. На территории области расположено 3 локомотивных и 2 вагонных депо. Главные железнодорожные узлы — Брест и Барановичи, крупные станции — Берёза-Картузская, Жабинка, Лунинец, Пинск, Ситница, Янов-Полесский. В Бресте осуществляется перевалка грузов и смена тележек пассажирских вагонов с широкой (1520 мм) на европейскую колею (1435 мм) и обратно. Станция Ситница в Лунинецком районе — самая загруженная на Белорусской железной дороге (по погрузке), за первое полугодие 2018 года станция отгрузила почти 8,3 млн т грузов, в июле 2018 года ежесуточно отгружалось около 50 тысяч т.
В 2020 году в личной собственности жителей области насчитывалось 477,7 тыс. зарегистрированных легковых автомобилей (третий показатель в Республике Беларусь).
Перевозки грузов автотранспортом по области составили 25,3 млн т (2015 год) — третий показатель после Минской области и Минска.
По количеству дорожно-транспортных происшествий в пересчёте на 100 тыс. человек область находится на третьем месте в республике после Минской и Могилёвской областей (41, среднее по РБ — 44). В 2015 году в области произошло 566 ДТП, повлёкших гибель или ранение людей, в которых погибло 79 и ранено 605 человек.

### Заработная плата

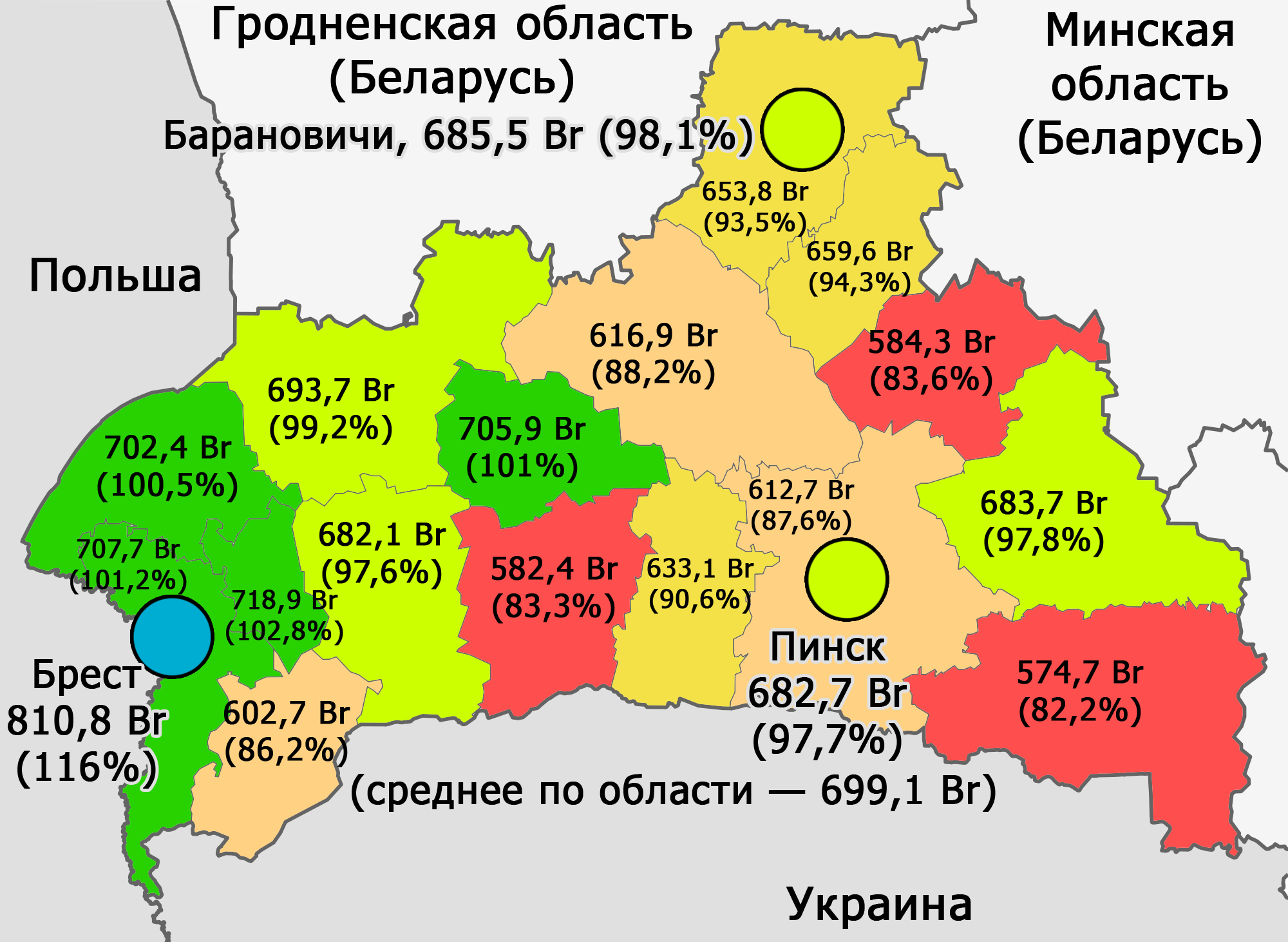
Среднемесячная номинальная начисленная заработная плата по районам Брестской области (в скобках указан уровень зарплаты в каждом районе и городе областного подчинения от средней зарплаты по области)

Среднемесячная номинальная начисленная заработная плата (до вычета подоходного налога и второй части отчислений в ФСЗН) в Брестской области в 2017 году составила 699,1 рубль (около 350 долларов). Самая высокая зарплата — в Бресте (810,8 руб., или 116 % от средней по области), самая низкая — в Столинском районе (574,7 руб., или 82,2 %). Самые высокие зарплаты — в информации и связи (1195,4 руб., или 171 %), в финансовой и страховой деятельности (1110,8 руб., или 158,9 %) и горнодобывающей промышленности (1039,5 руб., или 148,7 %). Самые низкие зарплаты в области — в виде экономической деятельности «творчество, спорт, развлечения, отдых» (454,6 руб., или 65 %), услугах по временному проживанию и питанию (483,1 руб., или 69,1 %) и в лёгкой промышленности (515,7 руб., или 73,8 %).

### Безработица
Уровень безработицы в Брестской области, по данным выборочного обследования Национального статистического комитета Республики Беларусь, составил 4,5 % в 2020 году. В органах по труду, занятости и социальной защите зарегистрировано в качестве безработных 0,2 % населения в трудоспособном возрасте.

## Образование

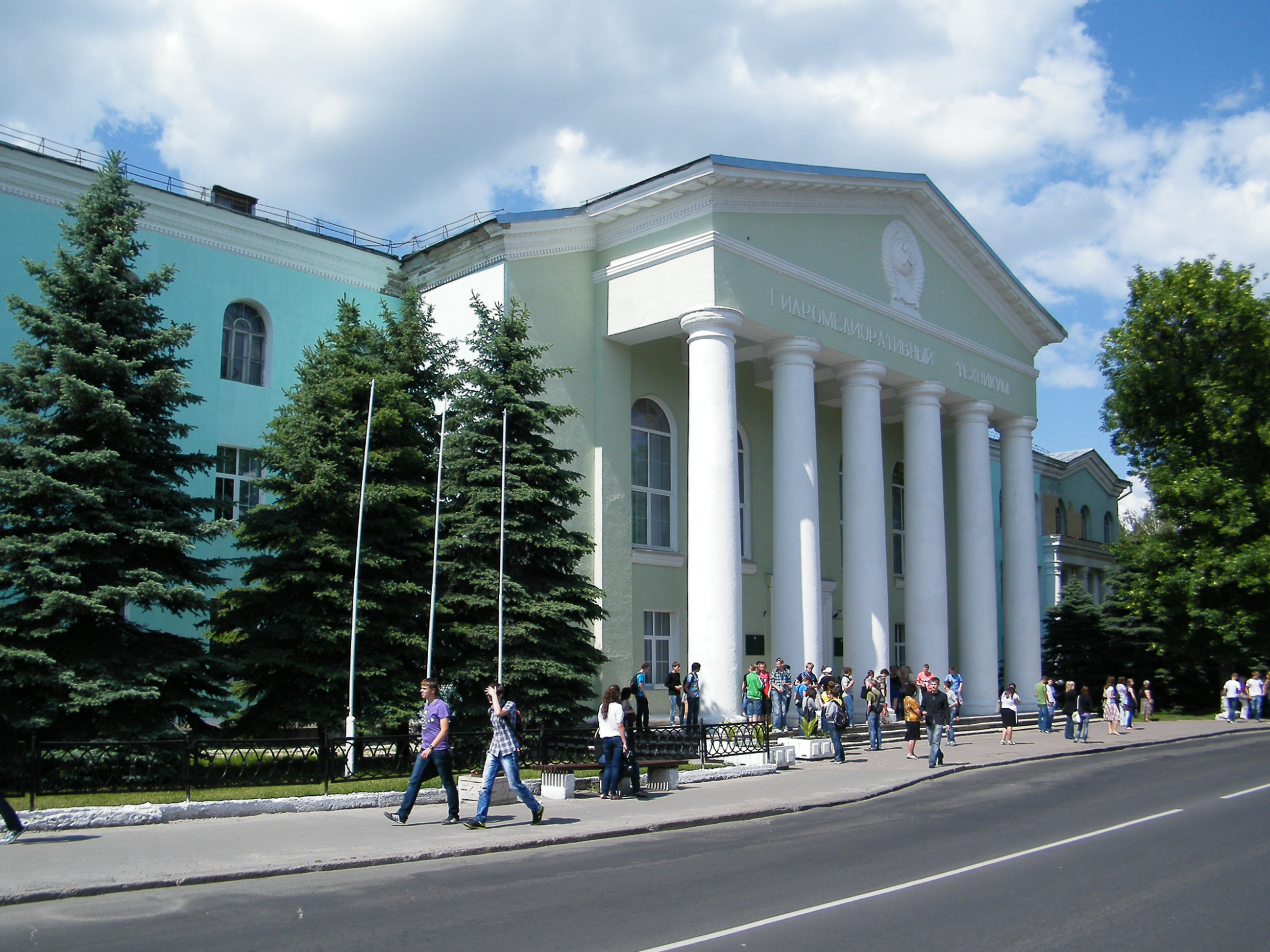
Пинский государственный аграрно-технический колледж имени А. Е. Клещёва (бывший гидромелиоративный техникум)

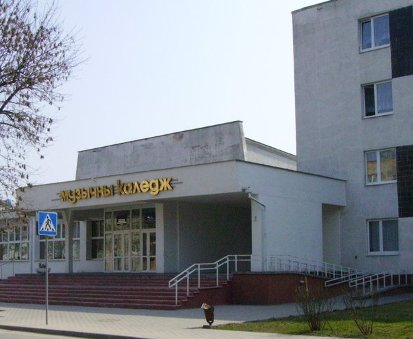
Брестский государственный музыкальный колледж имени Г. Ширмы

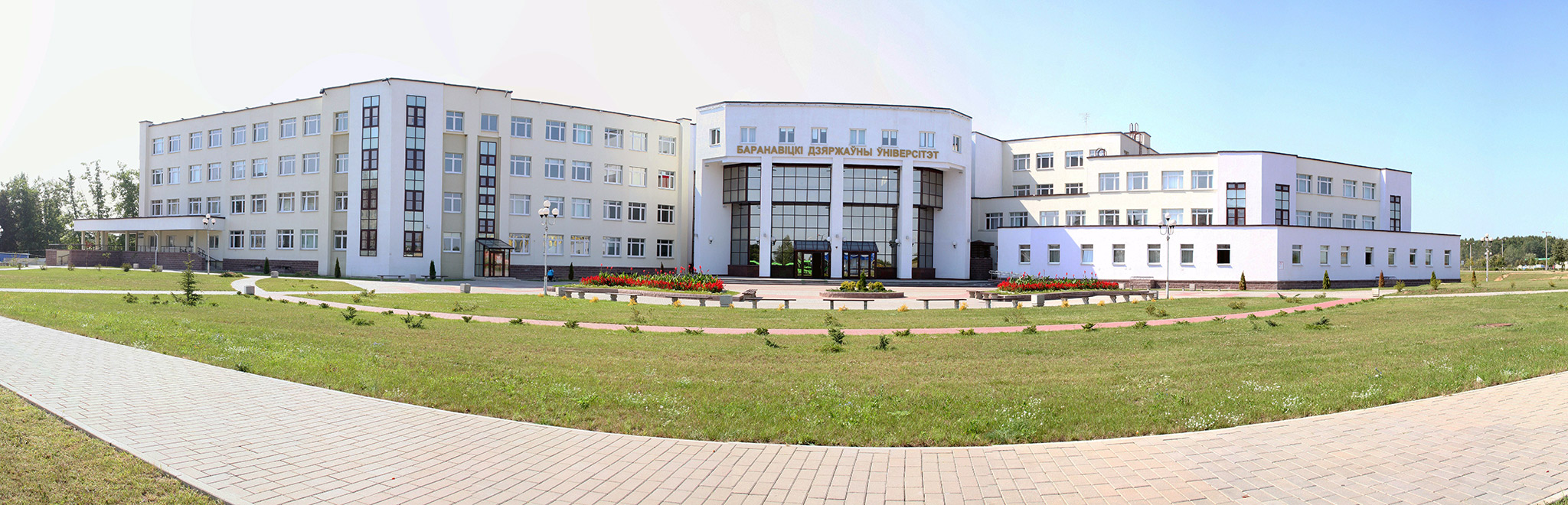
Барановичский государственный университет

По состоянию на 2020 год в Брестской области насчитывается 572 учреждения дошкольного образования (265 в городах и посёлках городского типа, 307 в сельских населённых пунктах) с численностью детей в них 61,8 тыс. (50,1 тыс. в городах и посёлках, 11,7 тыс. в сельских населённых пунктах). Охват детей в возрасте 1-5 лет учреждениями дошкольного образования — 77,2 % (84,3 % в городах и посёлках, 56,7 % в сельских населённых пунктах). В 2012 году 15,7 % детей в дошкольных учреждениях области обучалось на белорусском языке (в том числе 1,4 % в городах и 64,1 % в сельской местности), 81,1 % на русском (94,7 % и 35,1 %), 3,1 % на белорусском и русском языках (3,8 % и 0,8 % в городах и сельской местности соответственно).
По состоянию на 2020/2021 учебный год количество учреждений общего среднего образования в Брестской области составляет 529, численность учащихся — 169,9 тыс., учителей — 18,7 тысяч. В 2020/2021 учебном году в области было 24 начальных школы, 61 базовая и 416 средних. В области насчитывалось 26 гимназий и 6 лицеев (Барановичи, Брест, Пинск, Жабинковский район, Ивацевичский район, а также областной лицей), в которых обучалось 20,1 тысяч и 1,3 тысяча человек соответственно. В 2012/2013 учебном году 22,9 % школьников обучались на белорусском языке, 77 % — на русском. В 2016/2017 учебном году на белорусском языке обучалось 19,9 % школьников, на русском — 80,07 %, на польском — 0,03 % (53 ребёнка в Бресте). В Барановичах, Бресте, Пинске, а также в Брестском и Жабинковском районах на белорусском языке обучалось 0 или менее 1 % учеников, в Ивановском, Столинском, Барановичском и Пинском районах — более половины учеников.
В 2020 году в Брестской области действовало 28 учреждений профессионально-технического образования, численность учащихся — 8928 человек. В 2020 году было зачислено 4070 абитуриентов, выпущено 4226 специалистов.
Количество учреждений среднего специального образования в Брестской области — 31 (2020/2021 учебный год), численность учащихся — 13 908 человек. Было зачислено 4665 абитуриентов, выпущено 4285 специалистов. Действуют колледжи: в Барановичах — музыкальный, лёгкой промышленности, в Бресте — связи, сферы обслуживания, медицинский, музыкальный, торгово-технологический, в Пинске — аграрно-технический, аграрный технологический, искусств, Кобринский политехнический, Ляховичский аграрный, Пружанский аграрно-технический, Столинский аграрно-экономический. Колледжи — филиалы университетов: БрГУ (Пинск), колледж БелГУТ (Брест), БрГТУ (Брест и Пинск). Профессионально-технические колледжи области: Барановичский сферы обслуживания, Белоозёрский электротехники, Брестский приборостроения, Высоковский сельскохозяйственный, в Лунинце — политехнический и сельскохозяйственный, в Пинске — лёгкой промышленности и машиностроения. В Бресте на правах ссуза действует областное училище олимпийского резерва. Частные учреждения образования представлены технологическим колледжем Белкоопсоюза и частным экономико-юридическим колледжем (оба в Барановичах) и Брестским филиалом минского колледжа бизнеса и права.
В Брестской области действует 4 вуза (университет и технический университет в Бресте, университет в Барановичах, университет в Пинске), в которых обучается 18,2 тыс. студентов (2020/2021 учебный год). В 2020 году было зачислено 4,1 тысячи абитуриентов, выпущено 4,3 тысячи специалистов. Численность студентов в 2012/2013 учебном году составила 252 в пересчёте на 10 тыс. человек населения. В аспирантуре вузов области в 2012/2013 учебном году обучалось 87 человек (всего в Республике Беларусь на тот момент было 5456 аспирантов).

## Культура
В Брестской области располагаются четыре профессиональных театра:
- Брестский академический театр драмы. В 2016 году его посетило 64,4 тысячи человек
- Брестский областной театр кукол, 45,3 тысяч посетителей
- Полесский драматический театр (Пинск), 33,4 тысячи посетителей
- Театр танца «Фантазия», 13,7 тысяч посетителей

В Бресте проводится ежегодный театральный фестиваль «Белая вежа», в котором принимали участие коллективы из 57 стран мира.

## Достопримечательности

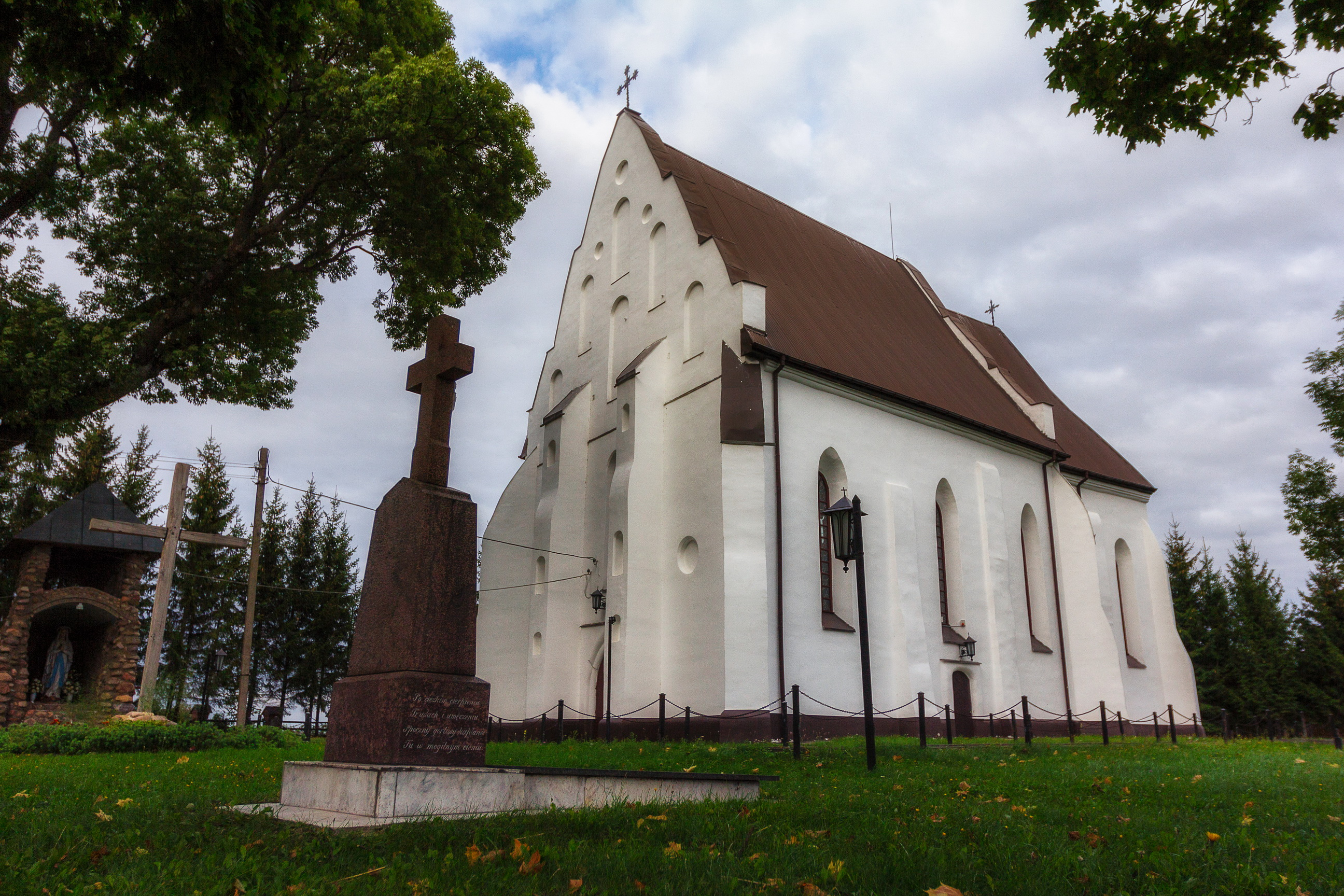
Костёл св. Троицы, оборонительный храм XV века (Барановичский район).

В области около 30 музеев. Филиал одного из музеев находится в Каменецкой башне. В Вороцевичах имеется музейный комплекс, посвящённый художнику Наполеону Орде, его деятельности.

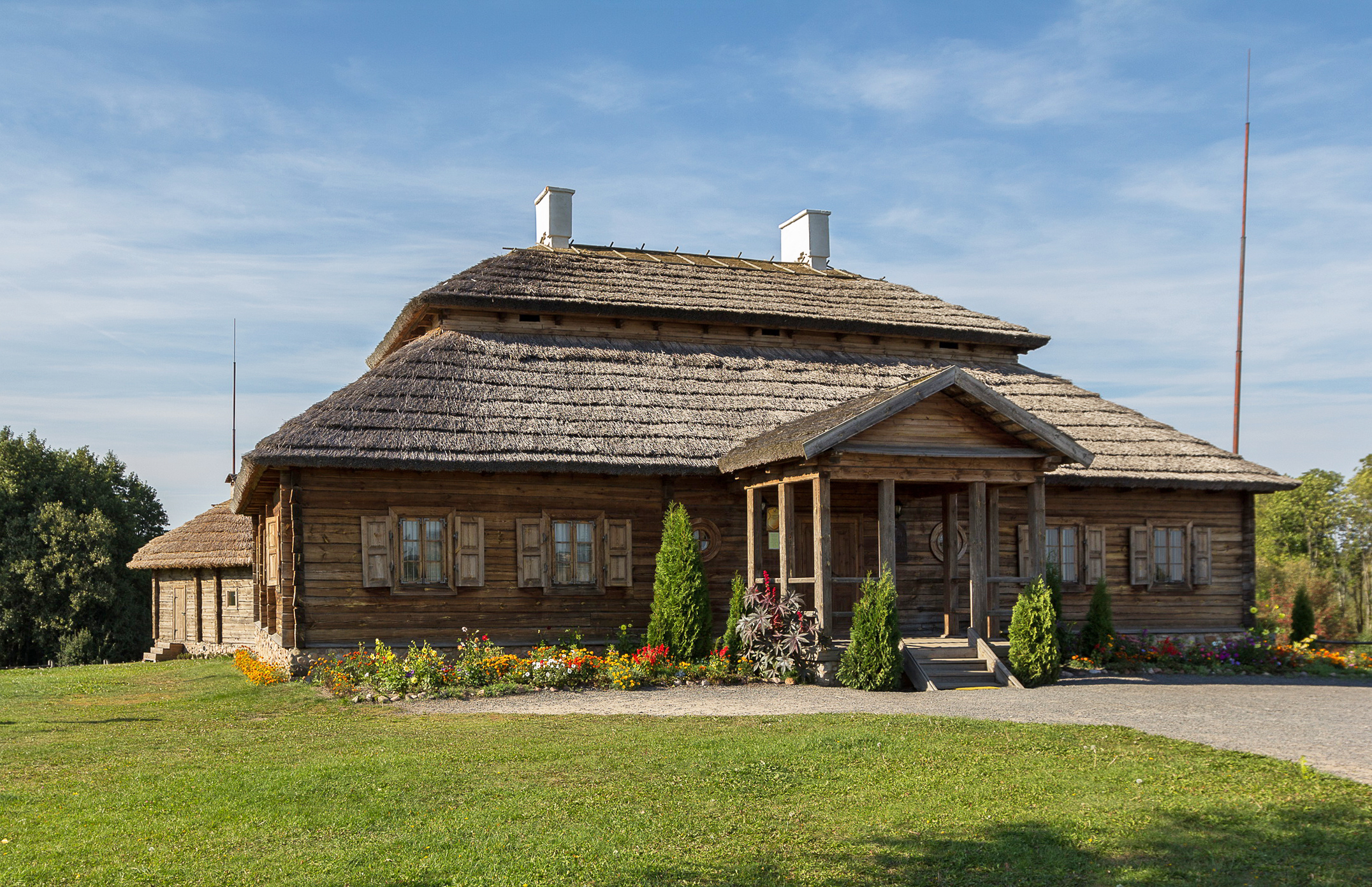
Музей-усадьба Тадеуша Костюшко (Ивацевичский район)

Самые посещаемые музеи Брестской области по состоянию на 2016 год:
1. Мемориальный комплекс «Брестская крепость-герой» — 423,3 тысячи;
2. Брестский областной краеведческий музей — 203,3 тысячи;
3. Музей национального парка «Беловежская пуща» — 106 тысяч;
4. Барановичский краеведческий музей — 53,4 тыс.;
5. Кобринский военно-исторический музей имени А. В. Суворова и Музей Белорусского Полесья в Пинске — по 35,7 тысяч.

Расположены следующие замки: Коссовский, Ружанский, руины Высоковского. Брестский не сохранился.
В агрогородке Томашовка расположен музей космонавтики. На территории области находятся триангуляционные пункты Дуги Струве.

## Пинский клад
Пинский клад, найденный в 1804 году в Пинске, состоит из 20 золотых монет. 12 русских златников и византийских солидов сданы в Эрмитаж, судьба остальных неизвестна. Из 11 златников, зарегистрированных до настоящего времени, 6 из пинского клада.

## Религия
Большинство верующих Брестской области относит себя к православным. В области зарегистрировано 388 православных общин, 165 общин христиан веры евангельской (пятидесятников), 90 общин евангельских христиан-баптистов, 65 римско-католических общин, 18 общин христиан-адвентистов, более 20 общин прочих христианских церквей (греко-католиков, христиан полного Евангелия, евангельских христиан по учению апостолов, новоапостольской церкви, церкви Христовой, свидетелей Иеговы), 8 иудейских общин (5 ортодоксальных, 2 прогрессивных, 1 мессианских иудеев) и 2 мусульманские общины, по 1 общине бахаи и кришнаитов.
Ярко выраженные региональные религиозные особенности в области отсутствуют, однако протестантских общин больше на юго-востоке области (Столинский, Лунинецкий, Пинский и соседние районы), римско-католических общин — на севере области (Барановичский и Пружанский районы), а белорусские татары исторически проживают в Барановичском и Ляховичском районах.
В церкви Святого Николая в 1596 году была провозглашена Брестская церковная уния.

## Преступность, пенитенциарная система
Уровень преступности в Брестской области самый низкий в Республике Беларусь: в 2014 году число зарегистрированных преступлений в области составило 836 на 100 тыс. человек (средний показатель по стране — 991). Только в двух районах Брестской области уровень преступности выше среднего по стране — в Барановичском (1231) и Брестском (1168). Самый низкий уровень преступности в Жабинковском, Дрогичинском и Ивановском районах (603, 604 и 606 соответственно). В 2014 году в Брестской области было зарегистрировано 1196 тяжких и особо тяжких преступлений (362 в Бресте, 176 в Барановичах, 143 в Пинске, 70 в Кобринском районе). В 2014 году в области было зарегистрировано 4436 краж; почти четверть из них была совершена в Бресте (1031), меньше всего — в Ляховичском районе (62). По числу тяжких и особо тяжких преступлений, а также краж в пересчёте на 100 тысяч человек Брестская область находится на последнем месте в Республике Беларусь.
По числу хулиганств в области лидируют Брест (118 в 2014 году), Барановичи (94), Пинск (52) и Ивацевичский район (44). Число случаев грабежей варьируется от 0 в Жабинковском районе до 55 в Бресте. В Бресте регистрируется около трети случаев незаконного оборота наркотиков в области (276 из 845), Барановичи лидируют по числу преступлений, совершённых несовершеннолетними, Кобринский район — по числу выявленных административных правонарушений (84,4 тыс. в 2014 году). По числу экономических преступлений Брестская область (443 случая в 2014 году) находится на втором месте в стране после Минска (656 случаев).
В Брестской области расположено несколько учреждений Департамента исполнения наказаний МВД Республики Беларусь:
- Исправительная колония № 5 (ИК-5) — Ивацевичи
- Исправительная колония № 22 (ИК-22) — Доманово, Ивацевичский район
- СИЗО № 6 — Барановичи
- СИЗО № 7 — Брест
- 5 исправительных учреждений открытого типа и один филиал (Брест, Барановичи, Берёза, д. Куплино Пружанского района, д. Лущики Кобринского района, д. Сушки Каменецкого района).

Лечебно-трудовые профилактории в области отсутствуют.

## Награды
- Орден Ленина (1967)[127]